# Pink Floyd
I Pink Floyd sono stati un gruppo musicale rock britannico fondato a Londra nel 1965 dal cantante e chitarrista Syd Barrett, dal bassista Roger Waters, dal batterista Nick Mason e dal tastierista Richard Wright. Nel gennaio 1968 si unì al quartetto anche il chitarrista e cantante David Gilmour che, in seguito, prese il posto di Barrett che si era gradualmente allontanato dal progetto a causa dell'uso di droghe e di una forma di alienazione.
Nel corso di una carriera trentennale, caratterizzata da costanti esperimenti sonori, grafiche innovative, testi di matrice filosofica e sofisticate esibizioni dal vivo, il gruppo riscrisse le tendenze artistiche della propria epoca, diventando una delle band più influenti nella storia della popular music. Sebbene agli inizi si siano dedicati alla musica psichedelica e allo space rock, stili di cui sono considerati pionieri, in un secondo momento si accostarono al rock progressivo, affermandosi come uno dei gruppi più conosciuti e rappresentativi di tale ambito.
Alla guida della formazione si avvicendarono tre diversi membri, dapprima Barrett, poi Waters e infine Gilmour, ognuno dei quali ne influenzò in modo sostanziale il percorso artistico dando una personale impronta alla cifra stilistica. Il primo periodo fu contraddistinto dal genere psichedelico e dalla direzione di Barrett, principale autore dei brani del lavoro d'esordio, intitolato The Piper at the Gates of Dawn; la seconda fase vide la preminenza di Waters, con la pubblicazione di The Dark Side of the Moon (l'album con il maggior numero di settimane in classifica Billboard 200), Wish You Were Here, Animals, The Wall e The Final Cut; l'ultimo frangente corrisponde agli album A Momentary Lapse of Reason, The Division Bell e The Endless River, firmati prevalentemente da Gilmour.
Dopo l'allontanamento di Barrett, la formazione conobbe un nuovo cambiamento nel 1979, durante la lavorazione di The Wall, allorché Wright fu estromesso dal gruppo per poi prendere parte alla successiva tournée solo in veste di turnista. Nel 1985 anche Waters abbandonò la band; a seguito di un contenzioso legale sull'uso del nome del gruppo, Gilmour e Mason furono autorizzati a proseguire l'attività dei Pink Floyd, riunendosi successivamente a Wright. I componenti della band cessarono la collaborazione nel 1994. Nel 2008 il gruppo venne insignito del Polar Music Prize, considerato "il premio Nobel per la musica".
Si stima che fino al 2008 i Pink Floyd abbiano venduto circa 250 milioni di dischi in tutto il mondo, di cui 74,5 milioni negli Stati Uniti d'America.

## Storia

### Origini e fondazione (1963-1965)

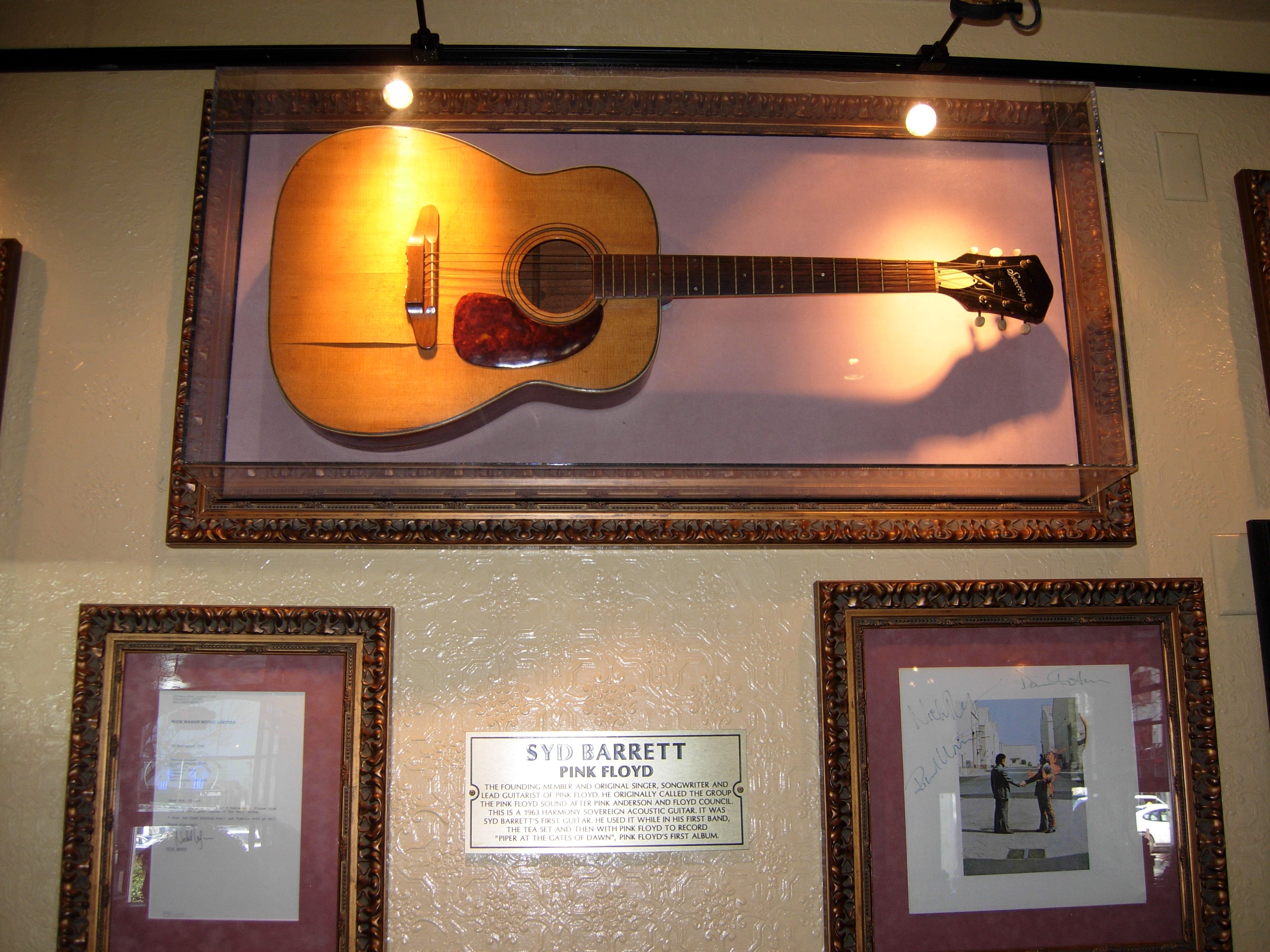
La chitarra di Syd Barrett, una Harmony Sovereign del 1963, usata all'epoca dei Tea Set e della registrazione del primo album dei Pink Floyd

Numerosi protagonisti del rock inglese degli anni '60 avevano frequentato le più rinomate scuole d'arte del Regno Unito, istituti indirizzati principalmente alle arti visive, in particolare la fotografia, la pittura, il disegno, la scultura, il design e l'architettura: tra questi, per esempio John Lennon, Eric Clapton, Pete Townshend e Ron Wood. Fu in una di queste art school che si formò il primo nucleo dei futuri Pink Floyd, grazie all'incontro tra Roger Waters, Nick Mason e Richard Wright, tre allievi della facoltà di architettura del Politecnico di Regent Street a Londra, divenuto in seguito l'Università di Westminster; questo gruppo di amici si sovrappose a un altro proveniente da Cambridge. Waters, che abitava proprio a Cambridge, aveva frequentato prima dell'università la locale High School for Boys, dove studiavano anche Syd Barrett, che sarebbe diventato il primo leader della band, Storm Thorgerson, fotografo e grafico che in seguito sarebbe stato l'autore di molte copertine dei dischi del gruppo, Bob Klose, membro di alcune delle sue prime versioni embrionali, e Tim Renwick, che negli anni ottanta sarebbe stato chitarrista in molte formazioni progressive nonché turnista dei Pink Floyd. In una scuola vicina studiava David Gilmour, un altro amico di Thorgerson. I futuri membri dei Pink Floyd, sia quelli originari di Cambridge (Waters, Barrett e Gilmour), sia quelli di Londra (Mason e Wright), provenivano da famiglie borghesi se non addirittura agiate: il padre di Mason, in particolare, era un affermato documentarista di sport motoristici e abitava con la famiglia nel ricco quartiere londinese di Hampstead.
A partire dal 1963, negli anni dell'università Waters, Mason e Wright diedero vita a diversi gruppi musicali studenteschi. Insieme a Clive Metcalf, Keith Noble e alla sorella Sheilagh, fondarono i Sigma 6, gruppo che in seguito, dopo diverse modifiche alla formazione, assunse svariate ed effimere denominazioni tra cui Screaming Abdabs, Leonard's Lodgers e Spectrum Five per diventare infine, all'inizio del 1965, Tea Set. Alla fine il gruppo era composto, oltre che da Waters, Wright e Mason, dal chitarrista Bob Klose, dal cantante Chris Dennis e da Syd Barrett che, dopo aver frequentato per due anni l'Istituto d'Arte del Technical College di Cambridge, in cui studiava anche il suo amico David Gilmour, nel 1964 si era trasferito a Londra per iscriversi al Camberwell College of Arts forte di una borsa di studio e con l'idea di diventare pittore.
Il repertorio dei Sigma 6 e dei gruppi successivi consisteva perlopiù nella semplice reinterpretazione dei brani più in voga nel periodo, adatti a feste studentesche e piccoli locali, con cover dei Rolling Stones e di artisti rhythm and blues statunitensi. Inizialmente Waters suonava la chitarra solista, Wright la ritmica e Mason la batteria; con l'arrivo di Klose – il primo membro dotato di una buona preparazione tecnica – e successivamente di Barrett, Waters passò al basso elettrico e Wright alle tastiere. Richard Wright, nel frattempo, ben poco interessato nella prosecuzione degli studi di architettura, aveva abbandonato il Politecnico di Regent Street e si era iscritto a una scuola di musica, il London College of Music; appassionato di jazz, aveva iniziato a interessarsi di Stockhausen e di musica elettronica contemporanea. Questi interessi furono fondamentali per il contributo del tastierista allo stile musicale dei Pink Floyd negli anni seguenti. L'ingresso di Syd Barrett, che assunse ben presto la leadership del gruppo, rese sempre più marginale il ruolo del cantante Chris Dennis che lasciò nel 1965, chiamato dalla Royal Air Force per cui lavorava in una base in Bahrein, convinto che la band non avesse futuro.
Il gruppo, durante un'esibizione in una base della RAF nel gennaio 1965, scoprì che nel cartellone del giorno seguente era prevista l'esibizione di un'altra band, anch'essa denominata Tea Set. Per evitare possibili problemi legati ai diritti di utilizzo di quel nome, Syd coniò il nuovo nome della band, i Pink Floyd, composto unendo i nomi di due bluesman statunitensi, Pink Anderson e Floyd Council. La formazione alternò ancora il nome Tea Set, Pink Floyd e talvolta Pink Floyd Sound dal gennaio 1965 fino agli inizi del 1966, prima di adottare in maniera definitiva l'appellativo di Pink Floyd. In quel periodo il gruppo, che suonava come spalla, ottenne un ingaggio fisso presso il Countdown Club, vicino a Kensington High Street, e cominciò a formarsi un repertorio, partecipando a provini e concorsi rock. Durante l'estate del 1965 anche Bob Klose abbandonò la band per tornare al college, ma la sua assenza non provocò serie conseguenze.

### L'era di Barrett (1966-1968)
Agli inizi del 1966 le esibizioni del gruppo suscitarono l'interessamento da parte del Marquee Club, che li ingaggiò per partecipare agli spontaneous underground, una sorta di happening privati organizzati da Bernard Stollman, il fondatore dell'etichetta ESP-Disk, eventi che si svolgevano presso il club alla domenica pomeriggio e che portarono la band dall'iniziale repertorio rhythm and blues a improvvisazioni sonore e ai primi esperimenti di light show. Durante uno di questi spettacoli furono notati da Peter Jenner, manager della Blackhill Enterprises che, colpito dalle loro sonorità e convinto di trovarsi di fronte a una band emergente, li ingaggiò nell'autunno di quell'anno e decise, assieme al suo socio, Andrew King, di investire nella strumentazione professionale, rinnovandone interamente l'impianto di amplificazione. King mise la band in contatto con il nascente movimento underground, sviluppatosi in un periodo di grandi cambiamenti politici e sociali di cui Londra fu uno dei luoghi simbolo, quale centro di un movimento globale di rinnovamento dei costumi e della morale, con ripercussioni nel campo della musica, della moda, delle arti figurative. Proprio nel 1966 iniziò a diffondersi l'espressione Swinging London, coniata dopo un articolo della rivista Time del 15 aprile la cui copertina che definiva Londra "The Swinging City". La capitale inglese veniva identificata come la città più rappresentativa degli anni '60 come Roma lo era stata negli anni '50.
Il 15 ottobre i Pink Floyd Sound, che a fine mese si accordarono con Jenner e King per acquisire la comproprietà della Blackhill, parteciparono alla festa di inaugurazione della rivista International Times che si svolse presso la Roundhouse, e nel mese di dicembre suonarono dapprima alla Royal Albert Hall a una festa di beneficenza della Oxfam e poi si esibirono in uno dei locali più all'avanguardia della ribalta londinese, lo UFO Club. È in questo periodo che all'originale repertorio che si richiama al blues, come Let's Roll Another One e Lucy Leave, che verrà incluso tra i brani dell'EP 1965: Their First Recordings, pubblicato nel 2015, si andarono sostituendo brani strumentali spazio-psichedelici quali Astronomy Domine e Interstellar Overdrive, che indirizzarono il gruppo verso le nuove sonorità barrettiane.

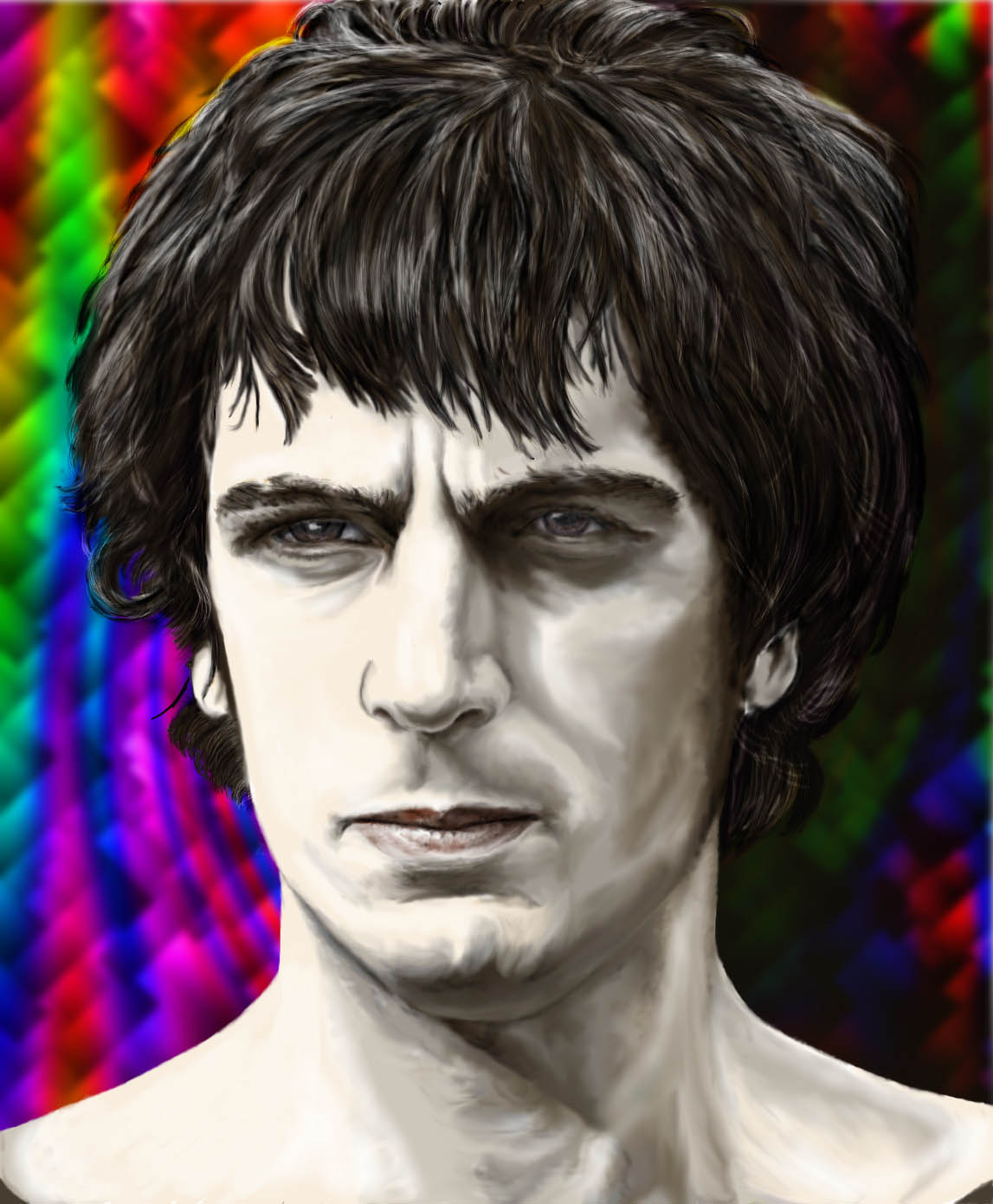
Ritratto digitale di Syd Barrett

Ai primi di gennaio 1967 ebbe luogo presso i Sound Techniques, uno studio di registrazione all'avanguardia, con Joe Boyd come produttore, una sessione di incisioni alla quale assistette Bryan Morrison, un agente musicale che era in contatto con la EMI, l'etichetta discografica più autorevole del momento; Morrison sottopose i nastri della session ai dirigenti della EMI, che si convinsero a scritturare i Pink Floyd, imponendo però alla band la presenza di un loro uomo come produttore discografico, Norman Smith. Poche settimane dopo, il 10 marzo, i Pink Floyd pubblicarono il loro primo singolo ufficiale, Arnold Layne/Candy and a Currant Bun, che raggiunse la ventesima posizione nella Official Singles Chart. Le due date più importanti nella primavera del 1967 furono il 14 Hour Technicolor Dream, un concerto tenutosi all'Alexandra Palace e destinato a una raccolta fondi per la rivista IT, del quale è rimasta traccia nel film-documentario Tonite Let's All Make Love in London di Peter Whitehead, e soprattutto il Games for May, che si svolse alla Queen Elizabeth Hall, in cui l'ambiente, l'atmosfera, i giochi di luci e le improvvisazioni di Barrett concorsero a un evento incentrato sui Floyd, senza gruppi di supporto, nel quale fece il suo esordio l'Azimuth Co-ordinator, il primo sistema audio quadrifonico. Durante il concerto fu eseguito per la prima volta in pubblico il brano See Emily Play che venne pubblicato un mese dopo, il 16 giugno, e il cui successo commerciale, il sesto posto in classifica, aprì al gruppo le porte della prima apparizione televisiva nel programma Top of the Pops della BBC.
Il 4 agosto 1967 fu pubblicato il loro primo album, The Piper at the Gates of Dawn, particolarmente elogiato dalla critica: considerato uno dei migliori album di musica psichedelica di tutti i tempi, definito dalla rivista Rolling Stone uno degli album di esordio che hanno maggiormente impressionato, e giudicato da Rizzi «uno dei capolavori della musica inglese degli anni '60». I brani dell'album, prevalentemente scritti da Barrett, sono caratterizzati da testi poetici, spesso influenzati dal folk, spaziando da ardite sperimentazioni sonore come Interstellar Overdrive, una delle prime incursioni nello space rock, a stravaganze quali The Scarecrow. Prodotto da Norman Smith, l'album salì fino al sesto posto nelle classifiche inglesi, ma ottenne un risultato ben più modesto oltreoceano, dove raggiunse solamente la posizione 131 nella Billboard 200.
Ma il problema più grave che si manifestò negli ultimi mesi del 1967 furono le condizioni mentali di Syd Barrett, che mostrava frequenti segni di cedimento psichico: Barrett, che abusava di droghe, in particolare LSD, tendeva a estraniarsi durante i concerti rimanendo a fissare il vuoto, scordava la chitarra durante la performance o addirittura nemmeno si presentava al momento di salire sul palco. Inutilmente vennero tentate delle sedute con uno stimato psichiatra, Ronald Laing, alle quali Barrett si sottrasse, né un periodo di riposo a Formentera portò giovamento alla sua salute: negli ultimi concerti dell'anno, un package tour con The Jimi Hendrix Experience, The Move e altri gruppi, in una data i Pink Floyd furono costretti a sostituirlo sul palco con Davy O'List dei Nice e poi, nella serata finale, il "Christmas on Earth Continued", si esibirono con Barrett totalmente assente. Pensando che la presenza di un secondo chitarrista potesse alleviargli, almeno in parte, lo stress, i Pink Floyd proposero a David Gilmour, un vecchio amico di Waters e di Barrett, di aggregarsi alla band. Gilmour accettò e dopo pochi giorni già padroneggiava il repertorio, tanto da esordire a Birmingham il 12 gennaio.
L'ultimo concerto al quale Barrett prese parte si tenne il 20 gennaio 1968 a Hastings: poco dopo, a febbraio, venne escluso dal gruppo prima di un concerto, tenuto a Southampton, i cui buoni riscontri convinsero definitivamente il gruppo a staccarsi da Barrett. L'addio venne formalizzato ad aprile, le quote di proprietà della Blackhill furono vendute e anche i manager Jenner e King abbandonarono i Pink Floyd e decisero di restare con Barrett, ritenendolo l'elemento creativo della band. Al loro posto subentrò Steve O'Rourke, che sarebbe rimasto con la formazione fino al 2003, anno della sua morte. Alcuni degli ultimi brani composti da Barrett prima del suo abbandono vennero comunque pubblicati: Jugband Blues, che fu inserito in A Saucerful of Secrets, il secondo album dei Pink Floyd, il brano Apples and Oranges, pubblicato come singolo con Paint Box, la prima composizione di Wright, sul lato B, mentre altri brani, come Scream Thy Last Scream o Vegetable Man sarebbero apparsi nel cofanetto del 2016 The Early Years 1965-1972.
Dopo aver registrato due album come solista nel 1970, The Madcap Laughs e Barrett, prodotti da Norman Smith, co-prodotti e saltuariamente suonati da Gilmour, Waters e Wright, Barrett si ritirò nella sua città natale, Cambridge, dove condusse una vita tranquilla e appartata fino al giorno della sua morte, avvenuta il 7 luglio 2006.

### Formazione storica (1968-1973)

#### Post-psichedelia e ricerca

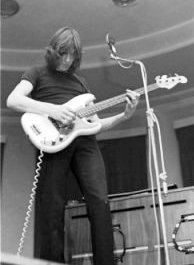
Roger Waters a Leeds nel 1970

Priva della guida di Barrett, dopo un iniziale momento di sbandamento la band si riassestò, dandosi una struttura e degli obiettivi condivisi: anche l'arrivo di Gilmour, abile chitarrista di buona inventiva, che portava le proprie idee e un approccio ponderato, concorse a rinvigorire il gruppo. Wright e Waters si cimentarono nella composizione di nuovi brani, ma neppure il nuovo singolo pubblicato il 19 aprile, It Would Be So Nice/Julia Dream, ottenne buoni riscontri. Alle serate nei club londinesi si aggiunsero quelle nel nascente circuito delle università e un numero crescente di tour europei, dove il pubblico si mostrava ben disposto verso la band. Il 18 e il 19 aprile i Pink Floyd tennero quattro concerti al Piper Club di Roma e si esibirono il 6 maggio, sempre a Roma, al Palazzetto dello Sport nel "First International European Pop Festival". Alla troupe venne aggregato Peter Watts, un esperto road manager, che in pochi anni portò importanti innovazioni tecnologiche nelle attrezzature usate durante i tour.
Nel frattempo la band lavorava negli Abbey Road Studios al suo secondo album, A Saucerful of Secrets, il lavoro in cui è presente la maggior quantità di esperimenti sonori nella discografia dei Pink Floyd: rumori elettronici, feedback, oscillatori e urli primitivi di Waters caratterizzano le tracce dell'album. Nel disco erano presenti gli ultimi contributi di Barrett, autore di Jugband Blues e chitarrista in Remember a Day, registrata durante le sessioni di The Piper at the Gates of Dawn, e in Set the Controls for the Heart of the Sun, sostituito da quel momento in poi da David Gilmour. Wright contribuì con Remember a Day e See-Saw mentre Waters, che compiva i primi passi verso la leadership, ne firmò tre, Corporal Clegg, Let There Be More Light e Set the Controls for the Heart of the Sun. Il brano più interessante dell'album, un rilevante contributo al rock psichedelico, è la title track, una suite scritta a quattro mani, primo passo del percorso della band verso il progressive. L'album, che vide l'inizio della pluridecennale collaborazione con lo studio fotografico Hipgnosis e con il designer Storm Thorgerson, fu pubblicato il 28 giugno e poche settimane dopo i Pink Floyd inaugurarono il loro secondo tour in terra americana, più riuscito del precedente, con date in comune con i Soft Machine e gli Who. Al discreto successo commerciale dell'album, che raggiunse la nona posizione nel Regno Unito, fece da contraltare l'ennesimo fiasco del loro nuovo singolo, Point Me at the Sky/Careful with That Axe, Eugene, pubblicato poco prima di Natale, tale da indurre i Pink Floyd a dedicarsi al solo mercato degli album. Nello stesso anno il gruppo scrisse anche alcuni pezzi per la colonna sonora del film The Committee di Peter Sykes, sebbene fossero più una serie di effetti sonori che vera musica.
L'album successivo, Soundtrack from the Film More (1969), vide la luce grazie al regista Barbet Schroeder, il quale chiese ai Floyd di creare la colonna sonora del suo film More. Nell'album è presente un mix di canzoni e di brani strumentali, in parte ripresi dalla suite The Man and The Journey, i cui effetti sonori ben si combinano con il tema della pellicola che narra del viaggio a Ibiza di uno studente risucchiato nel vortice della droga; Waters fu autore di metà delle composizioni, tra cui i due brani più convincenti, Green Is the Colour e Cymbaline. Il disco, registrato in soli otto giorni, venne pubblicato il 13 giugno e raggiunse la posizione numero 9 nel Regno Unito e, qualche anno dopo, la numero 153 oltreoceano.
Ummagumma proseguì il percorso intrapreso con il lavoro precedente, caratterizzato da esperimenti sonori in perfetto stile psichedelico. La struttura è molto particolare, in quanto si tratta di un album doppio: il primo disco venne registrato dal vivo il 27 aprile 1969 al Mothers Club di Birmingham e il 2 maggio al College of Commerce di Manchester, sovraincidendo in studio alcune parti vocali; il secondo, invece, contiene cinque brani, ognuno realizzato da un singolo componente del gruppo. Per quanto riguarda la prima parte, i quattro pezzi presenti erano già stati pubblicati, ma la loro inclusione nel nuovo album voleva testimoniare la loro struttura molto più complessa durante le esecuzioni dal vivo, oltre che fungere da commiato, poiché il gruppo aveva ormai deciso di abbandonare la psichedelia per altri tipi di musica. In questo senso si trattò però di un errore, perché il loro inserimento nel nuovo lavoro costrinse i Pink Floyd a mantenere quei pezzi nelle scalette dei concerti ancora per parecchio tempo. Riguardo invece al disco in studio, accanto a due brani composti da Waters, compaiono tre suite divise in sottosezioni, quattro quelle di Wright, e tre quelle di Gilmour e Mason. Il risultato finale metteva in evidenza il valore del gruppo rispetto ai singoli talenti e gli stessi Pink Floyd non si mostrarono convinti della bontà del disco in studio. Nonostante ciò l'album, pubblicato nel Regno Unito il 7 novembre 1969 e il giorno dopo negli Stati Uniti d'America, conseguì un buon riscontro dalla critica musicale e raggiunse la quarta posizione nel Regno Unito e la numero 74 negli Stati Uniti, facendo entrare i Pink Floyd nella top 100 per la prima volta. Fu certificato disco d'oro nel febbraio del 1974 e disco di platino nel marzo del 1994.
Verso la fine del 1969, il gruppo partecipò alla realizzazione della colonna sonora del film Zabriskie Point di Michelangelo Antonioni. In origine la musica del film doveva essere realizzata completamente dai Pink Floyd, ma alla fine il regista, non completamente soddisfatto, scelse di includere anche brani di altri artisti, tra i quali Jerry Garcia e i suoi Grateful Dead, gruppo di punta della scena psichedelica californiana dell'epoca. Dei Pink Floyd rimasero tre pezzi che furono poi pubblicati nell'omonimo album: Come in Number 51, Your Time Is Up (un semplice rifacimento della già nota Careful with That Axe, Eugene), Heart Beat, Pig Meat e Crumbling Land.

#### La svoltaprogressive
Atom Heart Mother, uscito nell'ottobre del 1970, rappresentò un momento di svolta nel percorso artistico dei Pink Floyd, che con questo lavoro abbandonarono la psichedelia per abbracciare il rock progressivo. La partecipazione di un'intera orchestra e la collaborazione con il compositore Ron Geesin rendono la title track, originariamente intitolata The Amazing Pudding, un punto di riferimento importante nel mondo del progressive. Il nome, deciso all'ultimo minuto, trae ispirazione dal titolo di un articolo di giornale riguardante una donna con un pacemaker a energia atomica che era riuscita a partorire. Celeberrima anche la copertina, ritraente una mucca che pascola in un prato e divenuta una delle più famose nella storia del rock.
La prima parte del disco è interamente occupata dall'omonima suite lunga oltre ventitré minuti, brano per gruppo rock e orchestra, frutto di un lavoro collettivo, derivato in gran parte da improvvisazioni in studio. A Ron Geesin, pioniere della musica sperimentale nel Regno Unito, si deve l'orchestrazione, che conferisce alla traccia una connotazione epica, mentre il ruolo di tecnico del suono fu ricoperto da Alan Parsons, il quale aveva già collaborato a Ummagumma. Nel secondo lato del disco compaiono invece tre brani scritti rispettivamente da Waters, Gilmour e Wright nonché una minisuite collettiva, Alan's Psychedelic Breakfast, un pezzo stravagante composto da rumori di un uomo che prepara e consuma una colazione all'inglese alternati a parti strumentali.

I Pink Floyd nel 1971 in una scena del film Pink Floyd: Live at Pompeii

Il lavoro, pur rappresentando una rottura con il passato ed essendo considerato uno degli album più impegnativi all'ascolto, ottenne un riscontro di pubblico molto positivo, il migliore fino a quel momento: numero 1 nel Regno Unito e numero 55 negli Stati Uniti d'America. Con l'uscita dell'album il gruppo intraprese un nuovo tour negli Stati Uniti le cui date si svolsero nell'ambito dell'Atom Heart Mother World Tour.
Fra il 1970 e il 1975 le sonorità del gruppo acquisirono una fisionomia definitiva, frutto della mescolanza delle differenti sensibilità artistiche di Gilmour, Waters e Wright: è in quel periodo, infatti, che furono pubblicati i primi album di ragguardevole successo commerciale. Meddle, distribuito il 5 novembre 1971, fu il preludio a tutto questo: Echoes, una suite di oltre ventitré minuti che riempie il secondo lato dell'album e che continua il discorso iniziato da Atom Heart Mother, fu definita da Waters un «poema epico sonoro», ed è considerato da molti fan il capolavoro del gruppo. Mason, parlando di Meddle, lo definì «il primo vero album dei Pink Floyd. Ha introdotto l'idea di un tema che si può ripetere».
L'album include One of These Days, un brano quasi interamente strumentale guidato dalla steel guitar di Gilmour che si innalza sulle note vibrate dal basso di Waters, e altri pezzi che coniugano sperimentazione e melodia, tra i quali si annovera Fearless, che si distingue per l'inserimento in coda di You'll Never Walk Alone, il coro dei tifosi del Liverpool, e per il testo scritto a quattro mani da Waters e Gilmour. Meddle, recensito positivamente dalla critica e apprezzato dai fan, raggiunse la terza posizione nel Regno Unito e la numero 70 negli Stati Uniti d'America. Fra le tracce compare anche il brano Seamus, un blues classico a cui partecipa anche un cane, con latrati e ululati che fanno da contrappunto alla chitarra. Lo stesso pezzo fu eseguito in Live at Pompeii con un altro cane, prendendo il titolo di Mademoiselle Nobs dal nome del levriero in questione.

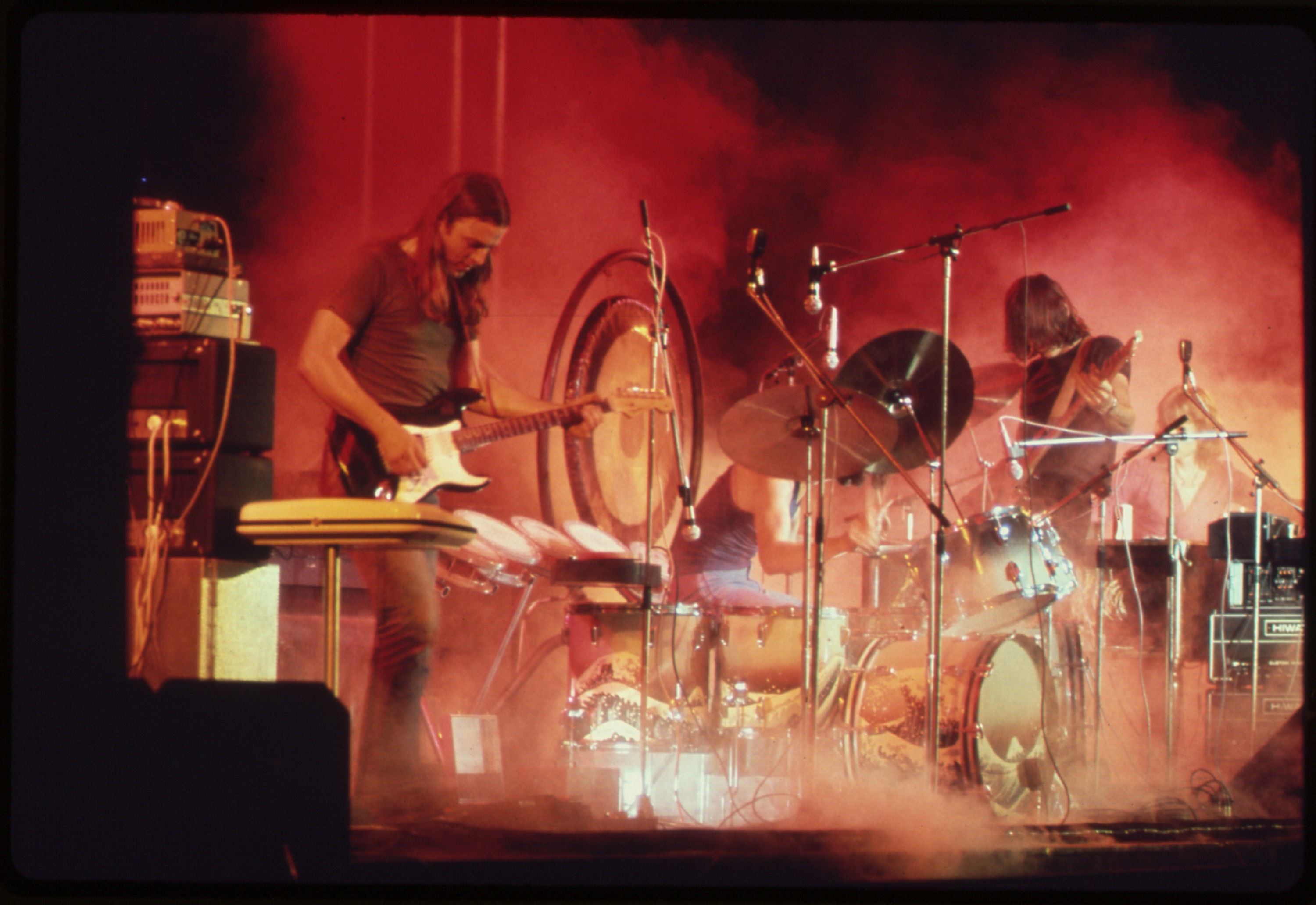
I Pink Floyd nel luglio 1973

Meddle è, dopo A Saucerful of Secrets, un nuovo album nel quale dapprima ciascun brano viene abbozzato singolarmente dal proprio autore per poi essere rielaborato e rifinito in studio congiuntamente dai quattro musicisti, mantenendo un'impronta progressive. Poiché la preparazione dell'album, iniziata nel gennaio 1971, si protraeva durante tutto l'anno per gli innumerevoli concerti che vedevano impegnata la band fino a novembre, per esigenze commerciali nacque Relics, una raccolta di brani degli anni 1967-1969 contenente un solo inedito, Biding My Time. La raccolta, pubblicata il 14 maggio 1971, raggiunse la 32ª posizione nel Regno Unito e la numero 153 nella Billboard 200.
Nello stesso anno il regista Stanley Kubrick chiese al gruppo di poter utilizzare le musiche di Atom Heart Mother per il film Arancia meccanica, ma la proposta fu rifiutata per la pretesa del regista di disporre del brano a suo piacimento. Kubrick avrebbe avuto modo di vendicarsi nel 1991, quando fu Waters a chiedere di poter usare la voce impersonale di HAL 9000, il computer di 2001: Odissea nello spazio, nel suo album Amused to Death. Al rifiuto del regista, Waters avrebbe replicato poi indirizzandogli un messaggio poco cordiale registrato al contrario al principio del terzo brano, Perfect Sense.
Nel 1971 i Pink Floyd ricevettero anche l'offerta di girare un film-concerto: Pink Floyd: Live at Pompeii, diretto dal regista Adrian Maben e ambientato in Italia nell'anfiteatro romano di Pompei, lasciato volutamente deserto. L'opera costituisce un passaggio particolarmente significativo nella carriera del gruppo, sia per il concept dell'esecuzione in uno spazio vuoto, sia per gli innovativi effetti audio-visivi (questi ultimi presenti soltanto nella riedizione Director's Cut, pubblicata in DVD nel 2003).
Altra collaborazione in ambito cinematografico è Obscured by Clouds, colonna sonora del film La Vallée di Barbet Schroeder. L'album, edito il 2 giugno 1972, vede l'impiego di uno dei primi sintetizzatori analogici, il VCS3, oltre a un minimoog. Mason definì l'opera "sensazionale", ma la critica non fu particolarmente positiva nelle recensioni; ad ogni modo, essa si piazzò per la prima volta nella top 50 statunitense, precisamente alla posizione numero 42, e alla numero 6 in patria.

### Il periodo classico (1973-1977)

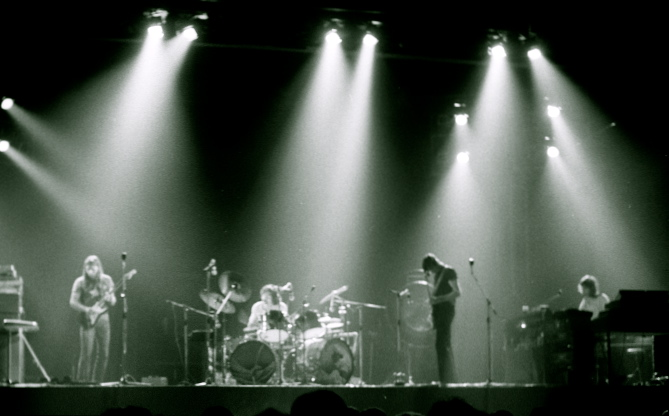
Il gruppo in concerto a Earl's Court nel 1973

Alla fine del 1971 la band, in previsione di un nuovo tour, iniziò a progettare un album i cui temi portanti fossero lo stress e le angosce della vita moderna: Waters si occupò dei testi, Gilmour e Wright della musica. In poche settimane era già pronta una bozza di suite, eseguita e rifinita nelle esibizioni dal vivo nel corso di un tour inglese, fino ai concerti conclusivi tenuti al Rainbow Theatre nel febbraio 1972. Come per Meddle, anche le registrazioni del nuovo album, dal titolo provvisorio Dark Side of the Moon, A Piece for Assorted Lunatics, si protrassero per tutto l'anno per i numerosi impegni della band.
Il disco è un concept album che propone una musica concettuale ed eterodossa alla quale si affiancano testi dal profondo contenuto filosofico e di riflessione sulla condizione umana, aspetto che caratterizzerà la restante carriera del gruppo. Gli argomenti trattati riguardano vari aspetti della natura umana: Speak to Me e Breathe parlano della nascita e dell'infanzia; Time, al cui interno è inglobata Breathe (Reprise), affronta il tema dell'invecchiamento e del soverchiante e rapido approssimarsi della morte, con la giovinezza che passa prima di quanto ci si possa rendere conto; The Great Gig in the Sky, priva di testi, è una metafora della morte; Money si burla dell'avidità e del consumismo; Us and Them si riferisce al conflitto, all'etnocentrismo e al fatto che ciascuno ritenga sé stesso sempre dalla parte della ragione; Brain Damage guarda alle malattie mentali, mostra come la follia sia solo relativa e quanto la vecchiaia porti lontano da chi si era un tempo; infine Eclipse, ultimo brano dell'album, afferma il libero arbitrio e la casualità degli eventi.

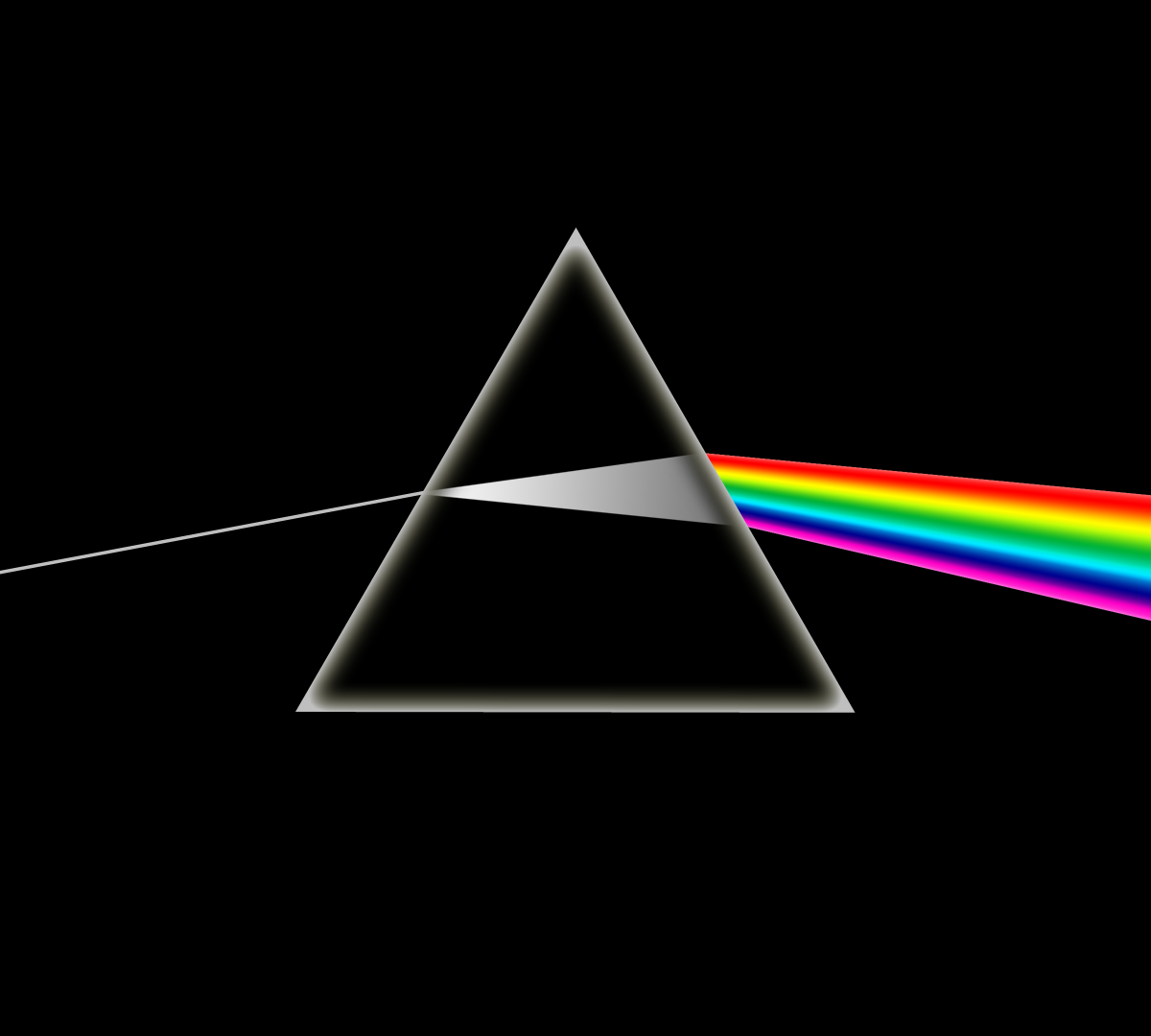
Schema di un prisma triangolare con la dispersione della luce, molto simile a quello della copertina di The Dark Side of the Moon

L'esecuzione delle varie canzoni che si susseguono senza stacchi fino a formare un unico brano rappresenta l'apice creativo dei Pink Floyd, ove all'uso di tecniche di registrazione e di effetti sonori avanzati da parte di Alan Parsons, che gli varranno una nomination ai Grammy Awards 1974 nella categoria miglior sonoro per un album non-classico, si aggiunge il mixaggio finale di Chris Thomas. Inconfondibili sono i rumori di fondo, dagli orologi in Time al registratore di cassa in Money, dai battiti cardiaci, alle urla e alle risate, accompagnati dalla presenza di cori femminili, dalle performance al sax di Dick Parry ai vocalizzi di Clare Torry, tutti elementi distintivi che concorrono a rendere il disco un'opera diversa dalle precedenti produzioni del gruppo, sicuramente la più celebre e secondo molti la migliore dei Pink Floyd.
Uscito il 23 marzo del 1973 nel Regno Unito, The Dark Side of the Moon ha venduto 45 milioni di copie in tutto il mondo, diventando uno degli album di maggior successo e tra i più venduti di tutti i tempi. È rimasto per 741 settimane consecutive (oltre quattordici anni) nella classifica Billboard 200 dell'omonima rivista musicale statunitense dalla quale è uscito soltanto nel 1988 e detiene il record di permanenza nella classifica con un totale di 958 settimane. È stato il primo album dei Pink Floyd a raggiungere la prima posizione della classifica statunitense, sebbene vi sia rimasto per una sola settimana, il 28 aprile del 1973, mentre non ha superato la seconda in quella britannica, pur rimanendovi per oltre 530 settimane. La copertina, creata da Storm Thorgerson dello studio Hipgnosis, è una delle più conosciute della storia del rock: essa raffigura, su di uno sfondo completamente nero, un prisma colpito da un raggio di luce bianca che si scompone, grazie al fenomeno della dispersione ottica, nello spettro visibile della radiazione elettromagnetica.
Al fine di evitare un impegnativo paragone con The Dark Side of the Moon, i Pink Floyd pensarono di produrre un album del tutto diverso dal precedente: nacque così Household Objects, "oggetti domestici", un progetto musicale che prevedeva l'utilizzo di oggetti comuni, per esempio elastici e bicchieri, come se fossero strumenti musicali ma che, vista l'assenza di risultati apprezzabili, venne accantonato dopo poche settimane. L'album successivo fu elaborato sul filo conduttore individuato da Waters, il tema dell'assenza, e prese spunto da un tributo di Gilmour, Shine On, alla figura di Syd Barrett. Tuttavia, era un periodo di scarsa vena compositiva, di collaborazioni e di concerti, nonché di vari tour in Europa, negli Stati Uniti e in Canada per cui, nell'attesa del nuovo album, le pressioni della EMI e, oltreoceano, della Columbia, che aveva da poco rilevato la Capitol, portarono a pubblicare A Nice Pair, un cofanetto che riproponeva i primi due album, The Piper at the Gates of Dawn e A Saucerful of Secrets, che raggiunse la ventunesima posizione nel Regno Unito e la numero 36 negli Stati Uniti. La band tornò a lavorare in studio solo nel gennaio 1975 ripartendo dal brano ideato da Gilmour, reintitolato Shine On You Crazy Diamond, che fu sviluppato e perfezionato nelle esibizioni dal vivo; il brano, suddiviso in due pezzi, di cui il primo apre l'album e il secondo lo chiude, vede nuovamente esibirsi Dick Parry al sassofono e si conclude, dopo un notevole intervento del sintetizzatore di Richard Wright, lasciando spazio al tema di See Emily Play, brano scritto da Barrett. L'album si completa con altri tre brani, la malinconica Wish You Were Here, evidente allusione all'assenza di Barrett, che dà il titolo all'album, Have a Cigar, cantata da Roy Harper, e Welcome to the Machine, entrambe molto critiche verso la spietata "macchina" dell'industria musicale.
Pubblicato il 12 settembre 1975, l'album raggiunse la posizione numero uno sia nel Regno Unito sia negli Stati Uniti; la critica mostrò di apprezzare l'album, anche se vi rimarcò l'assenza di quegli spunti innovativi costantemente presenti nella produzione della band. Il 5 giugno del 1975, durante le registrazioni dell'album negli Abbey Road Studios, comparve Syd Barrett, che i membri del gruppo riconobbero solo dopo diversi minuti. D'aspetto molto ingrassato, alla richiesta di spiegazioni egli rispose: «Ho acquistato un grande frigorifero in cucina, e sto mangiando molte braciole di maiale».

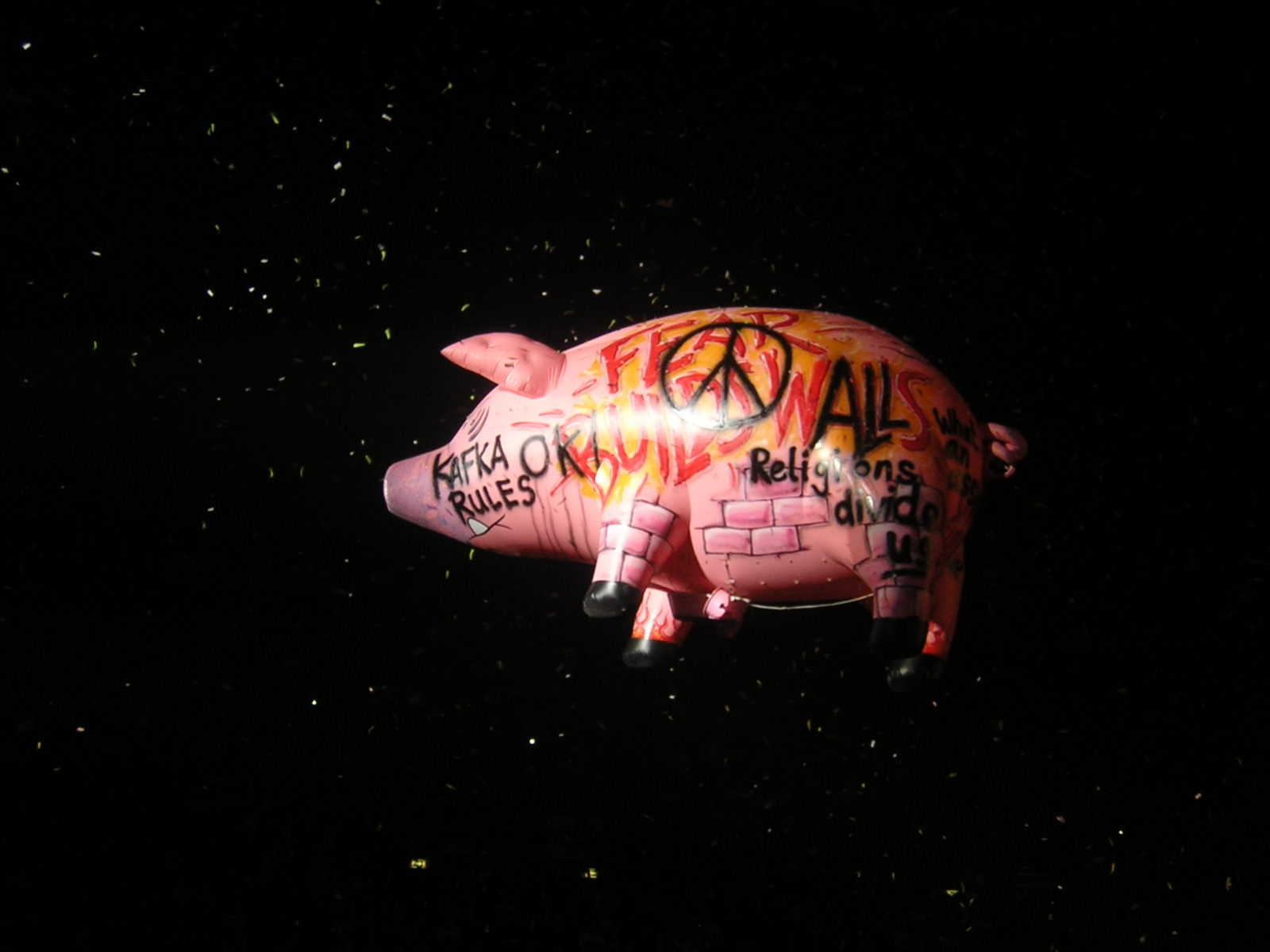
Il Pink Floyd pig, simbolo di Animals e figura caratteristica nei concerti del gruppo

La crescita della popolarità coincise con l'accentuarsi dei contrasti all'interno del gruppo, in particolare tra Waters da una parte e Gilmour e Wright dall'altra. Da ciò scaturì la predominanza di Waters sugli altri membri: se negli ultimi due lavori, infatti, la sua influenza era rilevabile prevalentemente nei testi, con Animals anche l'intera idea dell'album deve essere attribuita al bassista. Le tematiche proposte da Waters, che caratterizzano anche i successivi due lavori, sono ricorrenti: la morte del padre nella seconda guerra mondiale, la crudeltà dell'industria discografica, l'individualismo e l'alienazione nella società moderna, oltre alle critiche verso il capitalismo e, in misura minore, alla religione e ad alcune personalità politiche del tempo, in particolare Margaret Thatcher e Mary Whitehouse.
L'album venne registrato presso i Britannia Row Studios, uno stabile di Islington che i Pink Floyd, intenzionati a non rinnovare il contratto con la EMI per gli Abbey Road Studios, avevano acquistato per trasformarlo nel proprio studio di registrazione. Il disco è uno dei maggiormente dominati dalla chitarra, grazie anche all'influenza del nascente movimento punk rock di quell'anno, ed è pervaso dalla metafora, che richiama il tema orwelliano sviluppato in La fattoria degli animali, secondo la quale le persone si possono dividere in tre categorie: cani, maiali e pecore. I primi sono gli arrivisti, disposti a tutto pur di emergere, i maiali sono i potenti, soprattutto i politici, mentre le pecore sono il gregge assuefatto che accetta tutto passivamente. A ognuna delle tre specie è dedicata una traccia dell'album, che è completato da Pigs on the Wing, divisa in due parti che lo aprono e chiudono (allo stesso modo in cui Shine On You Crazy Diamond è stata disgiunta e collocata in Wish You Were Here).
Concluse le registrazioni, da un'idea di Waters si passò a progettare la copertina dell'album, nella quale doveva apparire il Pink Floyd pig, un enorme pallone gonfiabile raffigurante un maiale denominato Algie, ancorato sopra le ciminiere della centrale elettrica di Battersea in dismissione. La band rifiutò l'idea di una raffigurazione grafica e si orientò verso una sua rappresentazione reale, ma la copertina definitiva sarebbe risultata un fotomontaggio, a causa dei problemi occorsi durante l'allestimento presso la centrale.

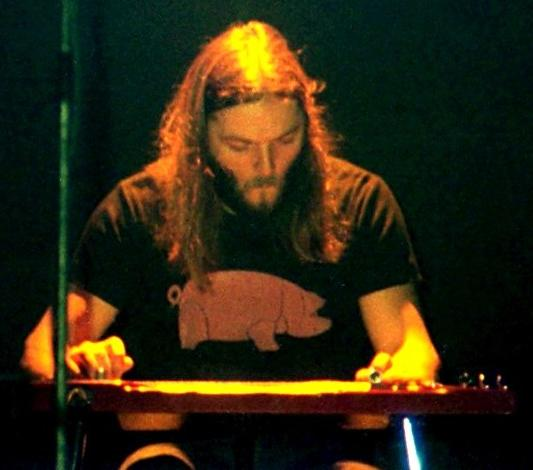
David Gilmour a Francoforte nel 1977

L'album fu pubblicato il 21 gennaio del 1977 nel Regno Unito e subito dopo i Pink Floyd, partendo dal Westfalenhallen di Dortmund, inaugurarono una prolungata tournée, l'In the Flesh Tour, che sarebbe durata fino a luglio, con numerose tappe europee a cui fecero seguito due distinte serie di esibizioni in territorio statunitense. Nel corso della tournée, alla quale parteciparono Dick Parry e il chitarrista Snowy White come musicisti di supporto, apparvero i primi maiali gonfiabili, fatti fluttuare sopra il palcoscenico e/o fatti esplodere durante lo spettacolo. Oltre al maiale vennero introdotti nuovi effetti scenici, come riflettori dotati di fari rotanti che spuntavano da sotto il palco o esplosioni di fuochi artificiali da cui emergevano paracadute a forma di pecora, effetti accompagnati dalle animazioni curate dal fumettista Gerald Scarfe.
Durante l'ultima data del tour, il 6 luglio a Montréal, Waters ebbe un acceso diverbio con uno spettatore, perse il controllo e gli sputò; questo incidente lo portò a riflettere sulle crescenti difficoltà di rapportarsi con il pubblico e ad abbozzare nella sua mente l'idea alla base dell'album successivo, il crescente "muro" di incomunicabilità tra la band e il pubblico. Animals conseguì comunque un ottimo successo commerciale, raggiungendo la posizione numero 2 in patria e la numero 3 oltreoceano, tuttavia alcuni critici lo descrissero come «noioso e cupo».
Nel 1978, a causa di gravi problemi finanziari conseguenti al fallimento di una società d'intermediazione alla quale avevano affidato i propri capitali, i Pink Floyd furono costretti a lasciare il Regno Unito per un anno, dal 6 aprile 1979 al 5 aprile 1980; durante questo periodo i musicisti si dedicarono a impegni personali, come gli album David Gilmour del chitarrista e Wet Dream di Wright, mentre Waters lavorò a due progetti, The Pros and Cons of Hitch Hiking e The Wall. Il primo sarebbe diventato un lavoro solista del bassista, mentre il secondo sarebbe stato un altro successo discografico per il gruppo.

### L'era di Waters (1979–1985)

#### The Wall
L'esilio forzoso portò i Pink Floyd in Francia, dove iniziarono a lavorare presso i Super Bear Studios, uno studio di registrazione situato nelle Alpi Marittime, e nel quale Wright e Gilmour avevano registrato i loro album solisti. Dato che Waters aveva abbozzato molto materiale, per rinforzare la troupe furono ingaggiati James Guthrie come tecnico del suono, Michael Kamen come arrangiatore e Bob Ezrin come produttore; quando un dirigente della Sony/CBS chiese alla band di completare il lavoro entro l'anno offrendo in cambio l'aumento dei loro proventi, Waters, intravista la possibilità di riuscirci, si infuriò con Wright che rifiutò di rinunciare alle sue vacanze estive per completare i pezzi alle tastiere. Di lì a breve Waters chiese a Steve O' Rourke di estromettere Wright dalla formazione, relegandolo al ruolo di turnista durante il tour che seguì la pubblicazione dell'album.

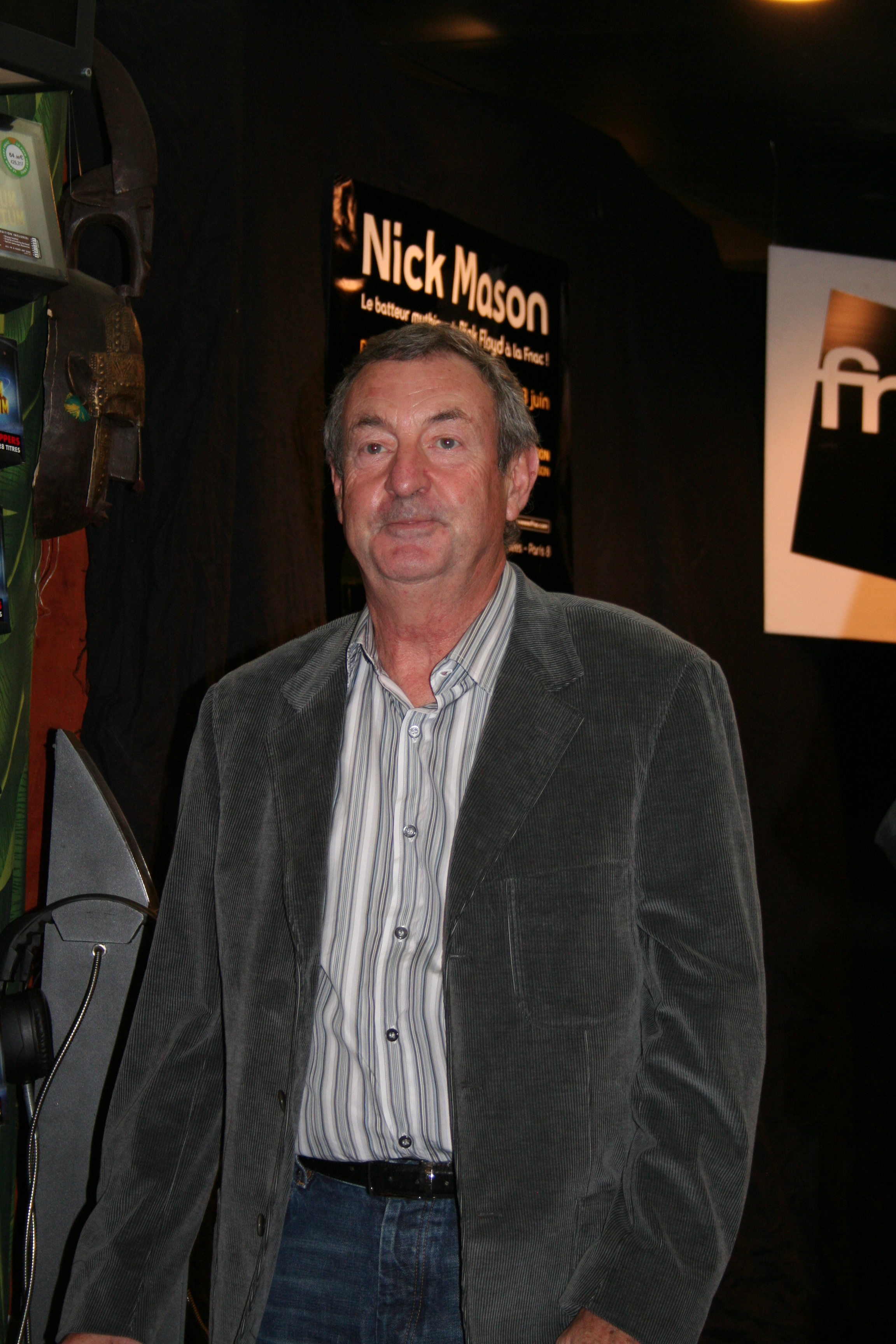
Il batterista Nick Mason

L'opera, ideata da Waters, tratta delle ossessioni della sua vita, esposte attraverso la metafora di una rockstar di nome Pink, nella quale si distingue chiaramente la figura di Waters, che ripercorre la propria esistenza attraverso riferimenti biografici come la morte del padre (Another Brick in the Wall), una madre iperprotettiva (Mother), la paura del sesso (Young Lust) e una generale avversione per le istituzioni e che costruisce, mattone dopo mattone, un muro che lo separa dalle altre persone e che lo porta alla follia. Pink si libera dal muro solo dopo una sorta di processo mentale (The Trial) che lo condanna e che conduce all'abbattimento del muro. Alla fine dell'opera, in Outside the Wall, viene lasciato spazio a un messaggio positivo e di speranza:
The Wall è un'opera rock concepita, fin dalla genesi, in tre distinte fasi, l'album, il film e lo spettacolo dal vivo. L'album uscì il 30 novembre 1979 nel Regno Unito, dove raggiunse la posizione numero 3 in classifica, e l'8 dicembre negli Stati Uniti dove raggiunse la prima posizione della Top LPs & Tape di Billboard, restandovi per quindici settimane. Oltre ad aver ottenuto il plauso della critica, è stato certificato ventitré volte disco di platino dalla RIAA con oltre ventitré milioni di copie vendute nei soli Stati Uniti. The Wall è risultato essere il doppio album più venduto della storia, nonché uno dei maggiori successi discografici di sempre con oltre trenta milioni di copie vendute in tutto il mondo. Nel 2003 fu inserito al 129º posto tra i 500 migliori album secondo Rolling Stone. Another Brick in the Wall (Part 2), inoltre, è stato l'unico singolo dei Pink Floyd a raggiungere la posizione numero 1 delle classifiche. Dall'album sono stati tratti altri due singoli di successo: Comfortably Numb e Run Like Hell/Don't Leave Me Now.
La versione cinematografica dell'opera, scritta da Waters, diretta dal regista Alan Parker e interpretata da Bob Geldof nel ruolo del protagonista, venne intitolata Pink Floyd - The Wall. Il film fu presentato il 23 maggio 1982 al 35º Festival di Cannes e uscì nelle sale il successivo 6 agosto, riscuotendo un notevole successo: solamente negli Stati Uniti, incassò quasi quindici milioni di dollari. Il film ripercorre le tracce dell'album, differenziandosi per l'esclusione dei brani Hey You e The Show Must Go On, nonché per l'aggiunta di due nuovi pezzi: What Shall We Do Now?, escluso dall'album originale per motivi di spazio, e When the Tigers Broke Free. La pellicola, priva di dialoghi, affianca alle scene girate delle animazioni create da Gerald Scarfe.
Date le enormi proporzioni dell'allestimento e gli inevitabili problemi organizzativi e logistici, la tournée itinerante fu sostituita da cicli di più concerti nello stesso luogo. I concerti del The Wall Tour venivano solitamente aperti dalla "surrogate band", composta da Peter Wood, Willie Wilson e Andy Bown insieme a Snowy White, già turnista nel 1977 nel tour di Animals del 1977. Nel 1980 il tour fece solo tre tappe: la Sports Arena di Los Angeles e il Nassau Coliseum di New York in febbraio, l'Earls Court Exhibition Centre di Londra in agosto. L'anno successivo, in cui il ruolo di chitarrista aggiunto fu ricoperto da Andy Roberts, il tour proseguì con altre due serie di esibizioni, al Westfalenhallen di Dortmund in febbraio e nuovamente all'Earls Court in giugno.

#### The Final Cut

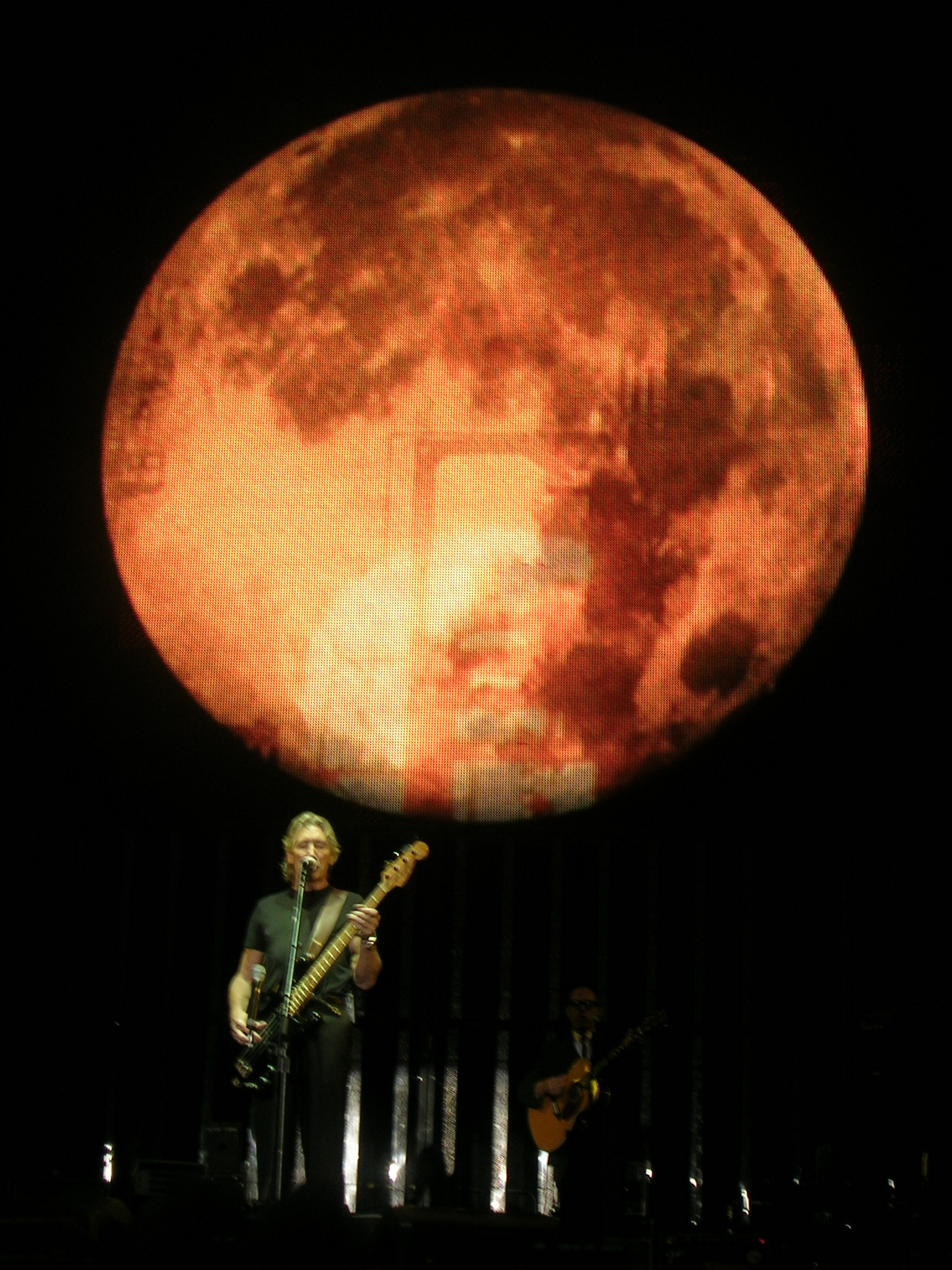
Roger Waters e sullo sfondo una proiezione della Luna, immagine ricorrente nelle scenografie floydiane

Concluso il progetto di The Wall, Waters iniziò a lavorare, a partire da alcuni dei brani esclusi dal precedente disco, a un nuovo album dal titolo provvisorio Spare Bricks. Tuttavia l'approccio risultò disorganico e insoddisfacente: Waters s'indirizzò allora verso un nuovo concept album, incentrato sul tema della guerra e intitolato The Final Cut, in cui tornò sulla morte del padre durante la seconda guerra mondiale, espresse la sua avversione per lo scoppio della guerra delle Falkland intrapresa dalla Thatcher fino a sentenziare, come riportato sul retro della copertina, A Requiem for a Postwar Dream, ossia il fallimento del sogno del dopoguerra. L'album, registrato in buona parte nei Mayfair Studios situati a Primrose Hill, nella zona nord di Londra, e pubblicato il 21 marzo del 1983, vide l'ormai totale predominio di Waters sugli altri componenti: compose e cantò tutti i brani, con l'eccezione di Not Now John, interpretato anche da Gilmour e che, pubblicato come singolo, con The Hero's Return sul lato B, raggiunse la 30ª posizione nelle classifiche britanniche. Wright era già stato allontanato e al suo posto vi erano Michael Kamen e Andy Bown, mentre Gilmour venne progressivamente messo da parte e, nonostante alcuni suoi assolo di chitarra e la voce in una canzone, il suo nome scomparve dai crediti dell'album, sancendo la definitiva rottura tra il bassista e il chitarrista.
Il risultato discografico fu la prima posizione nel Regno Unito e la sesta negli Stati Uniti d'America, ottenendo anche il plauso della critica. All'album non fece seguito alcun tour, se non una raccolta di brani del periodo 1967-1972, intitolata Works, che includeva l'inedita versione in studio del brano Embryo e alcuni progetti solisti, come About Face di Gilmour, Identity di Wright, in collaborazione con Dave Harris, e Profiles di Mason assieme a Rick Fenn, mentre Waters completò e pubblicò The Pros and Cons of Hitch Hiking.

#### L'abbandono di Waters
(Nick Mason)
Il titolo The Final Cut si rivelò profetico della volontà di Waters che, dopo la pubblicazione del disco, lasciò la band, definita «uno spreco di energie», ritenendo che il suo abbandono avrebbe portato allo scioglimento dei Pink Floyd e ad aprirgli la strada a una nuova carriera solista. Ma il suo proposito non si realizzò, sia perché la casa discografica era restia a chiudere un'esperienza tanto redditizia, sia perché il loro manager, Steve O'Rourke, preoccupato dai possibili risvolti economico-legali della vicenda, rivelò agli altri componenti del gruppo la trattativa riservata avviata da Waters. Nel dicembre del 1985 Waters si dimise ufficialmente ma le sue aspettative andarono deluse: nel 1986 Gilmour e Mason decisero di lavorare a un nuovo album, e questo fatto indusse Waters ad aprire una battaglia legale per stabilire a chi spettasse portare avanti il nome del gruppo; il 31 ottobre 1986 si aprì il processo che nelle intenzioni di Waters, dato che era lui l'autore della maggioranza dei brani del gruppo, avrebbe impedito agli altri membri del gruppo l'uso del nome; alla fine, su pressione anche della casa discografica Virgin, Waters ritirò l'azione legale lasciando liberi Gilmour e Mason di continuare a usare il nome del gruppo.

### L'era di Gilmour (1986-1994)

#### A Momentary Lapse of Reason

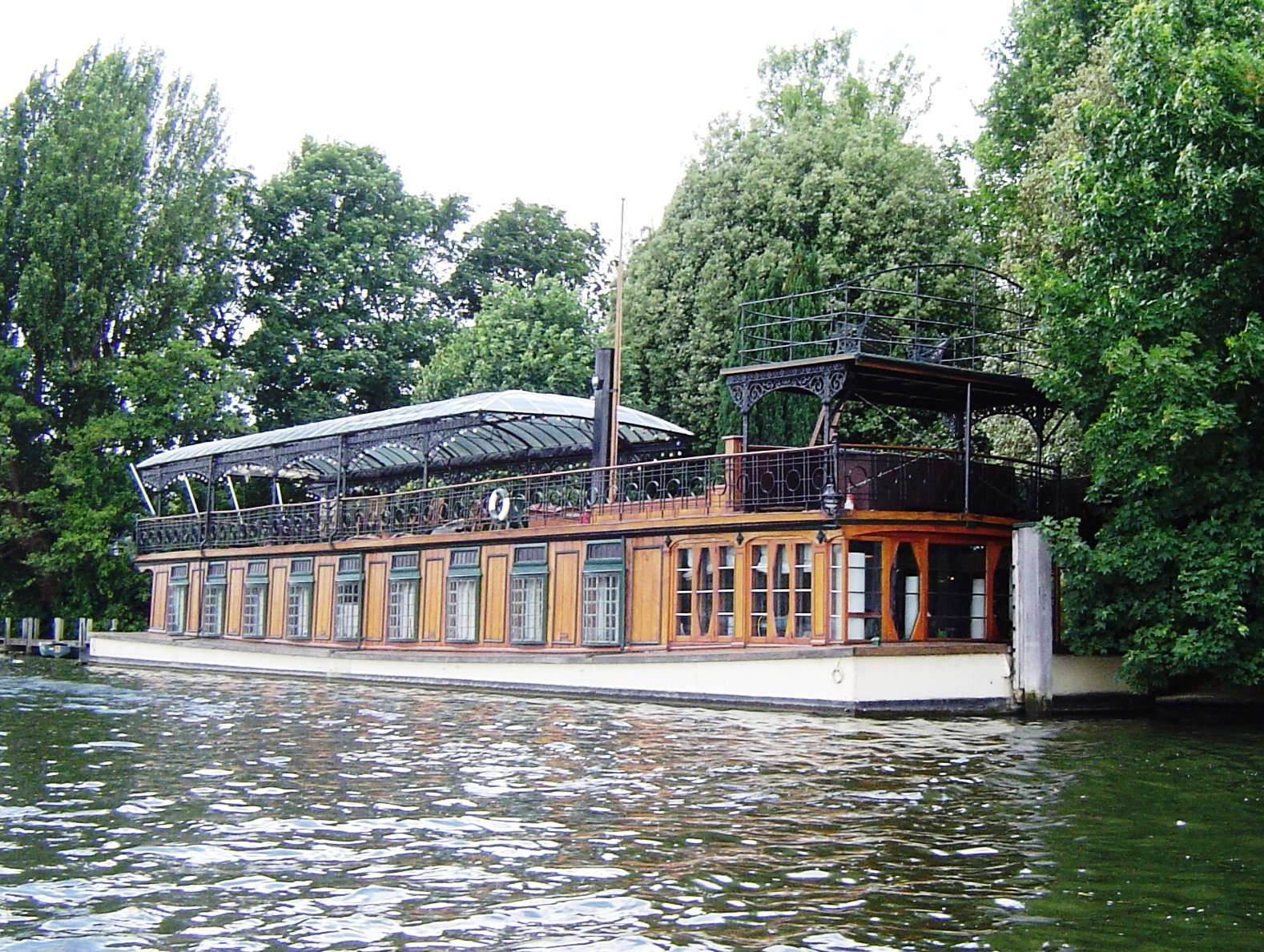
Lo studio di registrazione Astoria

Quando ancora la causa legale non era conclusa, nell'autunno del 1986 Gilmour e Mason avevano iniziato a registrare materiale per un nuovo album, A Momentary Lapse of Reason, che venne pubblicato il 7 settembre 1987 raggiungendo la terza posizione sia nella Official Albums Chart britannica che nella Billboard 200 statunitense. Dal momento che Waters era stato in precedenza l'autore della maggior parte dei testi, per questo lavoro Gilmour e Mason si rivolsero a figure esterne che collaborarono alla loro stesura: Bob Ezrin, che fungeva da co-produttore e soprattutto Anthony Moore degli Slapp Happy. Furono contattati anche Phil Manzanera dei Roxy Music (coautore in One Slip), il tastierista Jon Carin (coautore della musica in Learning to Fly), nonché il poeta inglese Roger McGough e la compositrice canadese Carole Pope, di cui però nulla apparve sul disco finito. Le sedute di registrazione iniziarono sull'Astoria, una casa galleggiante trasformata in studio da Gilmour, mentre la realizzazione della copertina fu affidata al designer Storm Thorgerson.
A Momentary Lapse of Reason è il disco maggiormente influenzato da Gilmour: tutti i brani portano infatti la sua firma e due delle tracce sono strumentali. Nelle note di apertura di Signs of Life vi sono sintetizzatori d'atmosfera che emergono da un tappeto di suoni e voci. Nel secondo brano, Learning to Fly, vi è la presenza di coriste, caratteristica anche di One Slip. L'andatura marziale di The Dogs of War sembra voler recuperare le atmosfere di Animals mentre per Yet Another Movie si segue l'esperimento di far suonare due batteristi e un percussionista contemporaneamente. Sorrow, spesso considerato il pezzo migliore dell'album, rende onore allo stile chitarristico di Gilmour con lunghi assolo, A New Machine e il pezzo strumentale Terminal Frost completano il disco, insieme alla ballata On the Turning Away, una critica all'indifferenza del mondo benestante verso le popolazioni più povere.

Il concerto dei Pink Floyd a Venezia

Alla relativa tournée, intrapresa tra il 1987 e il 1989, partecipò Richard Wright, ma solo in veste di turnista, in quanto una clausola dell'accordo di separazione sottoscritto nel 1981 gli impediva di tornare a far parte del gruppo, assieme a un nutrito gruppo di altri strumentisti: Jon Carin alle tastiere, Guy Pratt al basso, Gary Wallis alle percussioni, Scott Page al sassofono, Tim Renwick alla chitarra e alcune coriste, tra cui Sam Brown, Durga McBroom e Carol Kenyon. La tournée fu la più riuscita nella storia dei Pink Floyd, che si esibirono in circa duecento concerti ai quali assistettero cinque milioni di spettatori, e guadagnarono sessanta milioni di sterline, al netto degli introiti derivanti dal merchandising. L'allestimento fu affidato a Paul Staples, progettista scenico, e a Marc Brickman come progettista delle luci: agli effetti già consolidati, come l'uso di luci laser, lo schermo circolare gigante e il maiale gonfiabile si aggiunsero giochi di luci roteanti o che correvano sui binari, i "periactoidi", prismi triangolari rotanti, e persino lo schianto di un aereo durante l'esecuzione di On the Run. Gli spettacoli si svolsero in Nordamerica (due volte), in Giappone, Australia e Nuova Zelanda, per poi concludersi in Europa, toccando alcuni luoghi fuori dal comune come la Reggia di Versailles e la laguna di Venezia ove il 15 luglio 1989, in occasione della festa del Redentore, su un palco galleggiante nel bacino San Marco, si svolse il concerto di Venezia trasmesso in diretta televisiva mondiale. Un'ultima esibizione per un evento di beneficenza ebbe luogo a Knebworth nel giugno 1990. Due singoli estratti dall'album finirono in cima alla Mainstream Rock Airplay statunitense: Learning to Fly e On the Turning Away. Dai concerti tenuti al Nassau Coliseum di New York nell'estate 1988 furono scelti i brani di un doppio album dal vivo, intitolato Delicate Sound of Thunder. L'anno seguente Gilmour e Mason parteciparono in veste di piloti, assieme a Steve O'Rourke, alla rievocazione di una corsa automobilistica, la Carrera Panamericana: le riprese video furono raccolte in un docufilm e il gruppo ne compose la colonna sonora. Il 2 novembre 1992, in occasione del venticinquesimo anniversario del loro esordio, fu distribuito Shine On, un cofanetto contenente otto album in versione rimasterizzata, più un nono disco, The Early Singles, non disponibile separatamente.

#### The Division Bell

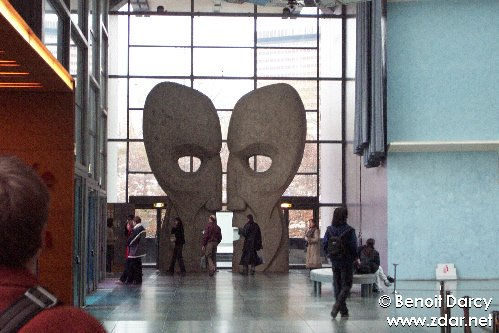
Le due teste create da Thorgerson esposte al Pink Floyd interstellar di Parigi nel 2004

All'album successivo, elaborato inizialmente nei Britannia Row Studios e perfezionato poi sull'Astoria, parteciparono Guy Pratt come bassista e Rick Wright, rientrato nella formazione, il quale diede un contributo significativo alla registrazione del disco. The Division Bell, titolo suggerito dallo scrittore Douglas Adams, uscì il 28 marzo 1994 nel Regno Unito e il 4 aprile dello stesso anno negli USA, raggiungendo il numero 1 nelle classifiche di entrambe le nazioni, mentre l'accoglienza della critica non fu affatto benevola, anche se col passare degli anni si sarebbe ricreduta. The Division Bell è un concept album che parla, come in The Wall, dell'incomunicabilità tra gli individui, problema con cui i tre componenti avevano avuto a che fare, tra cause legali e divorzi. Alla stesura dei testi partecipò anche la giornalista Polly Samson, fidanzata con Gilmour, il quale era reduce dal divorzio, dopo quasi vent'anni di matrimonio, con la ex moglie Ginger. Nei testi non mancano inoltre riferimenti a Waters, come in Lost for Words, e a Barrett, in Poles Apart. I pezzi più rappresentativi del disco sono High Hopes e Marooned, premiato con un Grammy Award come miglior brano strumentale; la copertina è firmata nuovamente da Thorgerson che, prendendo spunto dai moai dell'isola di Pasqua, dispone su un prato due teste contrapposte che formano l'immagine illusoria di un terzo volto.
All'album seguì una lunga tournée mondiale della quale rimane traccia in Pulse, pubblicato l'anno seguente, che documenta le esibizioni tenute in diverse località europee con una formazione allargata, costituita da due chitarre, due tastiere, basso, batteria, percussioni, sassofono e tre coriste. Nel film omonimo è possibile inoltre osservare anche la maestosità del gigantesco apparato scenografico che faceva da cornice ai concerti del tour: luci, raggi laser, fumi e fuochi d'artificio si combinavano in coreografie che accompagnavano i brani, battuta per battuta. Il manager Steve O'Rourke affermò che «il punto era unicamente dar vita al miglior show possibile».

### Gli anni duemila
Nel 2000 fu pubblicato un altro disco dal vivo, registrato a Londra dal gruppo tra il 1980 e il 1981 durante il tour di The Wall e intitolato Is There Anybody Out There? The Wall Live 1980-81, che raggiunse la posizione numero 15 nel Regno Unito e la 19 negli Stati Uniti. Nel 2001 uscì invece Echoes: The Best of Pink Floyd, una raccolta su disco doppio di ventisei tracce legate tra loro senza stacchi in modo da formare due brani lunghissimi che, appositamente rimasterizzati, ripercorrono, ma senza seguire l'ordine cronologico, l'intera carriera del gruppo.

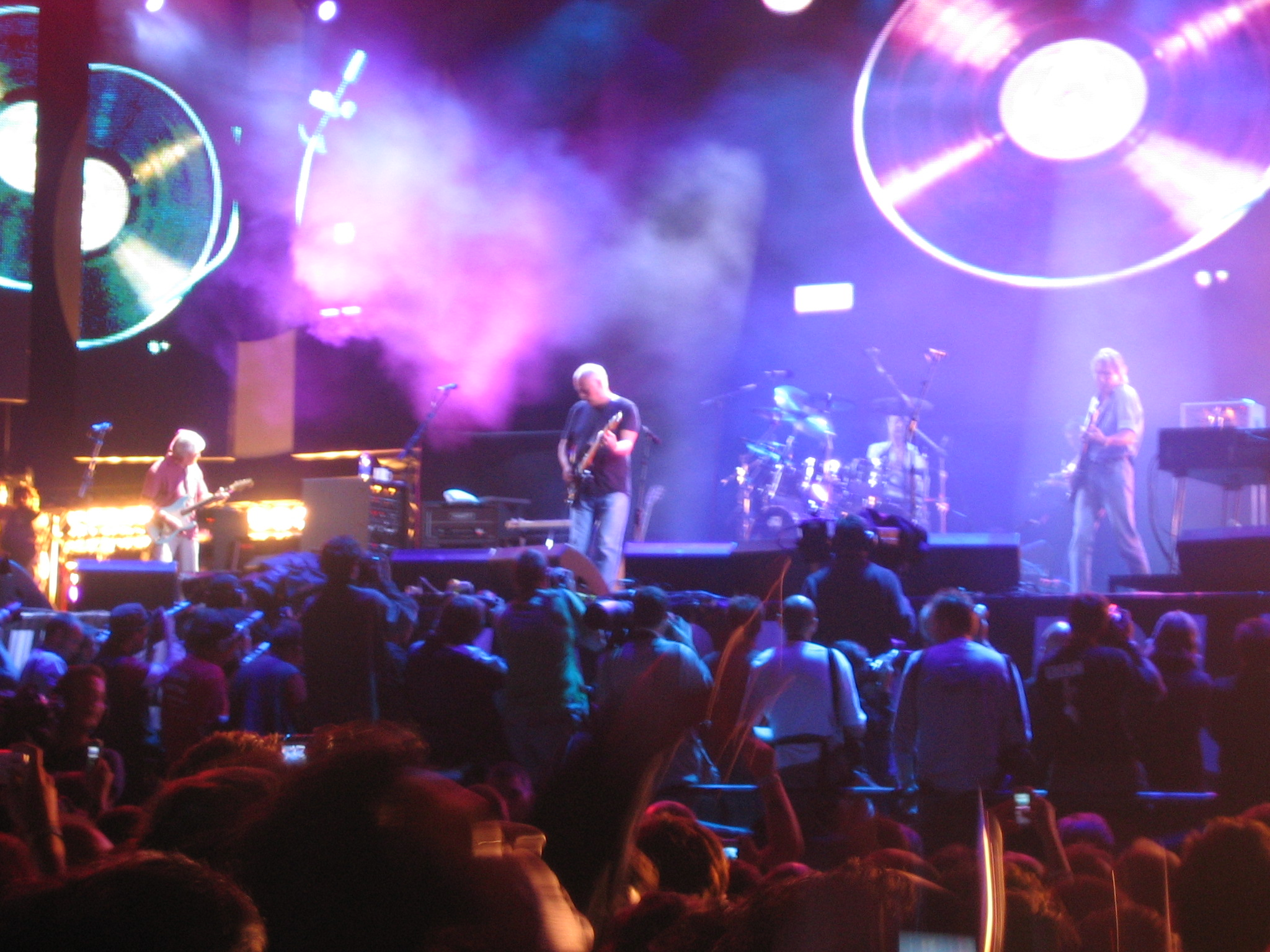
I Pink Floyd al Live 8

Il 2 luglio 2005, in occasione del Live 8, la grande manifestazione musicale organizzata dall'amico Bob Geldof per sensibilizzare l'opinione pubblica sulla povertà e sui problemi dell'Africa, i Pink Floyd tornarono a esibirsi nella loro formazione storica, Roger Waters compreso, eseguendo alcuni brani rappresentativi della loro avventura musicale: Breathe (a cui fu accorpato Breathe (Reprise)), Money, Wish You Were Here e Comfortably Numb. Al concerto parteciparono Tim Renwick, Jon Carin, Dick Parry e Carol Kenyon in veste di turnisti. Durante l'esecuzione di Wish You Were Here, Waters volle ricordare Syd Barrett, affermando:
(Roger Waters)
In alcuni degli spettacoli del tour estivo di Waters dell'anno seguente Nick Mason si aggregò al gruppo per eseguire l'intera suite di The Dark Side of The Moon, mentre Wright, che aveva partecipato al tour solista di David Gilmour, declinò l'offerta poiché impegnato con il nuovo album solista. Lo stesso Nick Mason, in seguito, si aggiunse a David Gilmour e a Richard Wright nella terza serata conclusiva del On an Island Tour del chitarrista alla Royal Albert Hall di Londra, il 31 maggio 2006, ricomponendo i Pink Floyd per due canzoni: Wish You Were Here e Comfortably Numb. Si trattò della prima apparizione del trio dopo il Live 8 e, a detta di Gilmour, dell'ultimo atto dei Pink Floyd.
Waters e i Pink Floyd incrociarono nuovamente le proprie strade il 10 maggio 2007, in occasione del The Madcap's Last Laugh, un concerto tributo organizzato da Joe Boyd al Barbican Centre in memoria di Syd Barrett, morto a Cambridge il 7 luglio dell'anno precedente. Nonostante le attese dei fan, però, i quattro non suonarono assieme: Waters si esibì nella prima parte dello show con Jon Carin, eseguendo la sua Flickering Flame, subito dopo i tre Floyd suonarono la prima hit di Barrett, Arnold Layne, accompagnati dallo stesso Carin e dal bassista degli Oasis, Andy Bell; fu anche il loro ultimo concerto dal vivo. La mancata reunion tra Waters e Gilmour permise di non distogliere l'attenzione dal protagonista della serata, Syd Barrett.
Lunedì 15 settembre 2008 fu annunciata la morte di Richard Wright, avvenuta a sessantacinque anni dopo una breve lotta contro il cancro. Lo stesso giorno David Gilmour disse di Richard Wright:

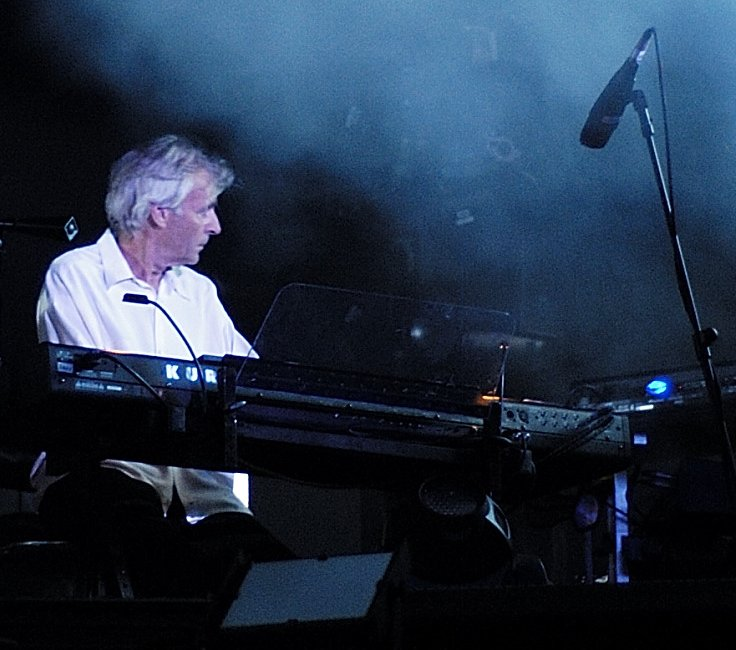
Il tastierista Richard Wright

Gilmour e il suo gruppo resero omaggio a Wright durante la serie televisiva britannica Later... with Jools Holland suonando il brano Remember a Day (tratto dall'album A Saucerful of Secrets), brano non eseguito dal vivo da molti anni.
Il 10 luglio 2010 David Gilmour e Roger Waters decisero di tornare a suonare insieme, a distanza di cinque anni dall'ultima esibizione al Live 8, in occasione di un concerto di beneficenza per la Hoping Foundation in favore dei bimbi palestinesi. L'avvenimento assunse particolare rilevanza vista l'acredine che per quasi trent'anni aveva caratterizzato il rapporto tra i due musicisti. Gilmour, per ricambiare la partecipazione del ritrovato amico e collega, partecipò invece alla data del 12 maggio 2011 del tour mondiale di The Wall Live alla The O2 Arena di Londra suonando Comfortably Numb insieme a Waters. Al termine del concerto, durante i saluti e l'esecuzione del brano finale, Outside the Wall, a Roger Waters e al suo gruppo e a David Gilmour si unì anche Nick Mason.

#### The Endless River
Nel luglio 2014 Polly Samson, moglie di David Gilmour, anticipò attraverso Twitter la notizia della pubblicazione di un nuovo album dei Pink Floyd, intitolato The Endless River e definito «il canto del cigno di Rick Wright»: il lavoro, prodotto da Gilmour insieme a Phil Manzanera, Martin Glover e all'ingegnere del suono Andy Jackson, racchiude una serie di sessioni rivisitate e mai pubblicate di The Division Bell del 1994, con la presenza, tra l’altro, di tracce registrate allora dall'ormai defunto Wright. L'album si compone di diciotto tracce suddivise in quattro sezioni; pubblicato il 10 novembre 2014, divenne il disco con il record di prevendite su Amazon e debuttò in testa alle classifiche in numerosi paesi. The Endless River è quasi totalmente strumentale: fanno eccezione Louder Than Words, il singolo apripista scritto da Polly Samson e diffuso un mese prima dell'uscita dell'album, e Talkin' Hawkin', un brano nel quale si sente la voce computerizzata dell'astrofisico Stephen Hawking, emessa attraverso un sintetizzatore vocale. A The Endless River non ha fatto seguito nessun tour perché, come affermò Gilmour, «senza Wright è quasi impossibile»; è anche l'ultimo album in studio dei Pink Floyd che, secondo il commento di Gilmour, «hanno fatto il loro tempo».

#### Le ultime pubblicazioni
Il 27 novembre 2015 uscì 1965: Their First Recordings, un EP a tiratura limitata contenente sei brani registrati durante il 1965 come demo e mai pubblicati ufficialmente. Si tratta di un documento storicamente significativo, trattandosi delle prime registrazioni esistenti dei Pink Floyd, con Rado Klose in formazione e risalenti al periodo rhythm and blues del gruppo.
L'11 novembre 2016 è la volta di un cofanetto, The Early Years 1965-1972, suddiviso in sette volumi, uno per anno, comprendente trentatré dischi che includono CD, DVD, BD e vinili di inediti, registrazioni live e memorabilia. Ne fu pubblicata anche una versione ridotta in due CD, Cre/ation - The Early Years 1967-1972. Preceduto di due settimane dalla raccolta The Later Years, il 13 dicembre 2019 venne edito di un nuovo box set, intitolato The Later Years 1987-2019, composto da cinque CD, sei BD e cinque DVD, corredato da foto, programmi degli spettacoli e gadget. Il cofanetto contiene oltre sei ore di musica e sette ore di audiovisivi tratti da materiale inedito degli album A Momentary Lapse of Reason, The Division Bell, e The Endless River.
Il 20 novembre 2020 fu ripubblicato in versione rimasterizzata l'album dal vivo Delicate Sound of Thunder in doppio CD, triplo LP e DVD che contiene, oltre alla versione originale del 1988, la scaletta completa del concerto con l'aggiunta di otto tracce. Il 30 aprile 2021 uscì Live at Knebworth 1990, che immortala il live tenuto dal gruppo a Knebworth nel 1990 insieme ad altri artisti internazionali per beneficenza; quest'ultima pubblicazione non è inedita in quanto inclusa nel box set The Later Years 1987-2019.
In seguito all'invasione russa dell'Ucraina del 24 febbraio 2022, i Pink Floyd (David Gilmour e Nick Mason) hanno attuato una reunion speciale e il 7 aprile 2022 hanno pubblicato un nuovo singolo inedito della band, intitolato Hey Hey Rise Up. Il brano vede alla voce il cantante ucraino Andrij Chlyvnjuk dei BoomBox. Il brano è un ri-arrangiamento di una canzone popolare patriottica ucraina, ossia 'Oi u luzi chervona kalyna' (Oh, The Red Viburnum in the Meadow), risalente alla prima guerra mondiale. La formazione per questo nuovo inedito vede David Gilmour alla chitarra, Nick Mason alla batteria, Guy Pratt al basso (bassista storico dei Pink Floyd nell'era post-Waters), il musicista Nitin Sawhney alle tastiere e, come già anticipato, Andrij Chlyvnjuk dei BoomBox alla voce, che dopo aver concluso il suo tour negli Stati Uniti, ha deciso di tornare in patria per difendere l'Ucraina.
Il 29 settembre 2022, tramite il loro canale YouTube, hanno annunciato l'uscita della riedizione completamente rimasterizzata dell'album Animals per mezzo di una spettacolare proiezione di luci sulla Battersea Power Station, che fa fatto da cornice per la copertina dell'album.
Nel 2023 è stata pubblicata una nuova versione di The Dark Side of the Moon, in occasione dei cinquant'anni dell'album e, nel 2025, l'album dal vivo Pink Floyd at Pompeii – MCMLXXII, registrato nel 1972.

## Stile musicale

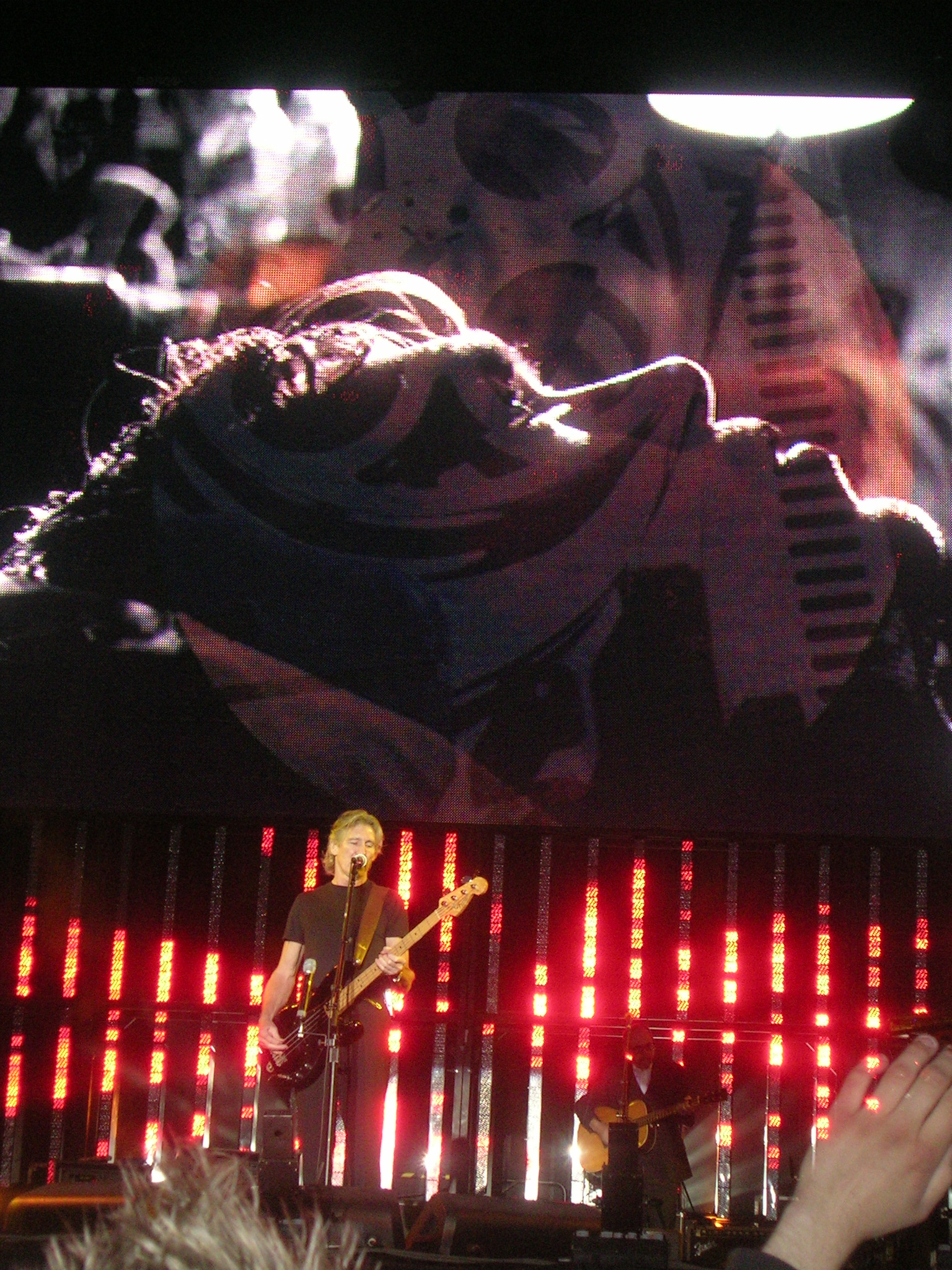
Roger Waters in concerto nel 2006

Pur essendosi evoluti nel tempo attraverso tre cambi di leadership, i Pink Floyd hanno mantenuto uno stile musicale ben preciso e immediatamente riconoscibile, una firma evidente che ha portato a coniare il termine Pink Floyd Sound con cui si sono identificati, come affermato da Mason, delle peculiarità incentrate sulle sonorità di Wright.
Dopo un iniziale repertorio rhythm and blues, seguito poi dai primi album contraddistinti dal genere psichedelico, con l'album Atom Heart Mother il gruppo entrò in più stretto contatto con il rock progressivo. Iniziarono i lavori in cui la già sperimentata tendenza dei Floyd a comporre collettivamente anche pezzi di una certa lunghezza si evolvette in vere e proprie suite, come Atom Heart Mother, Echoes e Shine On You Crazy Diamond. Ad essi, man mano che la figura di Waters diveniva predominante, fecero seguito i concept album, come Animals e The Wall, nei quali i messaggi politico-sociali veicolati dai testi avevano una parte decisamente importante.
Gli arrangiamenti rumoristici, l'introduzione di elementi provenienti da altre tradizioni musicali (l'orchestra di Atom Heart Mother o il coro dei bambini in Another Brick in the Wall), lo sperimentalismo, il vasto impiego di ritmi complessi e l'uso massiccio di tastiere includono i Pink Floyd tra i massimi esponenti di sempre del rock. Il loro approccio compositivo è particolare: Gilmour, riferendosi a Waters e Mason, ha affermato che «compongono A Saucerful of Secrets come un grafico architettonico, in forma dinamica con depressioni e picchi. Niente a che vedere con una qualunque forma musicale». La loro musica è stata inoltre definita «sferica» o «astronomica», ed è considerata una valida sintesi di elementi provenienti da tradizioni musicali diverse.
Nonostante il carattere eclettico e difficilmente classificabile del loro modus operandi, i Pink Floyd sono stati spesso considerati un gruppo art rock. Vengono anche inseriti nel novero di varie sfumature del genere rock quali quello progressivo, classificazione che è stata però messa più volte in discussione, il rock sperimentale, l'hard rock e l'album rock.
The Endless River del 2014 si ispira alla musica strumentale e alla musica d'ambiente.

## Concerti

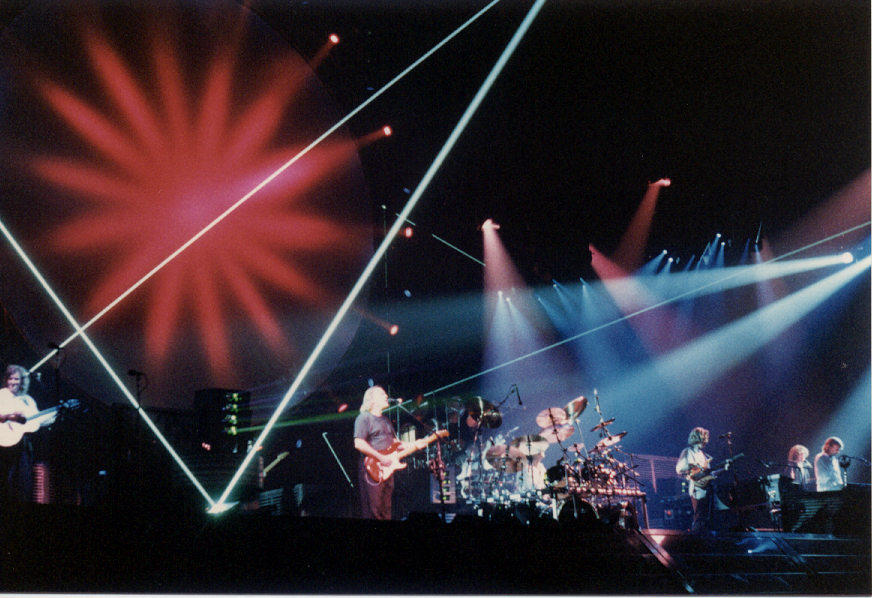
I Pink Floyd in concerto alla Docklands Arena

Nelle esibizioni dal vivo i Pink Floyd hanno proposto, fin dagli inizi, l'idea Sound & Vision, un'esperienza innovativa sia visiva che musicale, diventata un punto di riferimento per le epoche successive. Nel Regno Unito essi sono stati i primi a realizzare, con l'ausilio di Mike Leonard, quello che viene definito light show, in cui le proiezioni di luci e laser giocano un ruolo portante nello spettacolo. Nel light show i musicisti divengono una figura secondaria nella coreografia dell'esibizione, scomparendo quasi nell'oscurità alla vista degli spettatori.
Sono stati inoltre tra i primi gruppi musicali a portare in concerto, oltre agli innovativi sistemi di diffusione sonora quali l'azimuth Co-ordinator prima e l'olofono poi, un impianto luci proprio, che negli anni si è espanso sempre più, raggiungendo dimensioni impressionanti.
Le conoscenze acquisite durante gli studi universitari furono importanti nello sviluppo degli aspetti tecnologici degli effetti scenici tipici dei loro concerti. Caratteristica peculiare delle esibizioni floydiane è stato lo schermo circolare, posto sullo sfondo dietro il palco, introdotto nel 1973 e poi divenuto parte integrante degli spettacoli dal vivo. Tra gli altri elementi scenici vi sono i giganteschi pupazzi concepiti da Gerald Scarfe, il professore, la madre e la moglie oltre al Pink Floyd pig, una presenza costante a partire dal tour di Animals. Nei concerti di The Wall, a metà dello spettacolo, veniva edificato in breve tempo un muro di cartapesta alto dodici metri che separava i musicisti dal pubblico, sul quale scorrevano animazioni progettate da Scarfe, e che permaneva per tutta la seconda parte del concerto, per poi crollare nel finale.
L'apice della maestosità dell'allestimento, tuttavia, viene raggiunta nel The Division Bell tour del 1994, immortalato dal filmato Pulse, nel quale si osserva il palco circondato da alte impalcature cariche di luci, fumi e laser: Marc Brickman, il designer del gruppo, utilizzò centinaia di lampade intelligenti, comandate da computer, che seguivano i brani in scaletta accompagnandoli, battuta per battuta, con giochi di luci sempre diversi, impiegando persino laser a vapori di rame, solitamente usati nella ricerca in fisica nucleare. Nel concerto del 20 ottobre 1994 all'Earl's Court, alla fine del brano On The Run un aereo attraversò la platea schiantandosi a lato del palco, e durante l'assolo di Comfortably Numb una sfera ricoperta di specchi veniva illuminata da potenti fari mentre essa si apriva fino a formare un fiore.

## Eredità artistica
La grande popolarità raggiunta dalla loro musica ha fatto sì che fin dagli anni settanta i Pink Floyd abbiano influenzato numerosi musicisti e gruppi musicali, come David Bowie, Genesis, Queen, Yes, Kraftwerk e Tangerine Dream per arrivare ai musicisti dei decenni successivi, tra i quali possono essere citati Ayreon, Dream Theater, Tool, Radiohead, The Smashing Pumpkins, Porcupine Tree, The Orb, Rush, Nine Inch Nails, The Gathering e, più in generale, le band neoprogressive.
Pure rilevante è l'ampia diffusione delle tribute band del gruppo (solo in Italia se ne contano oltre duecento). Tra le più importanti si annoverano i Brit Floyd, The Machine, The Australian Pink Floyd Show e in particolare i Nick Mason's Saucerful of Secrets, i quali hanno pubblicato un album come cover band e si sono in seguito affermati come supergruppo.
Numerosi sono poi i gruppi che hanno realizzato un tributo ai Pink Floyd. L'11 ottobre 2005 il gruppo progressive metal statunitense Dream Theater ha reinterpretato l'intero disco The Dark Side of the Moon ad Amsterdam ripetendolo, due settimane più tardi, a Londra. Da parte sua, il gruppo Easy Star All-Stars ha registrato un tributo a The Dark Side, con influenze reggae e hip hop, intitolato Dub Side of the Moon, mentre il gruppo heavy metal Ministry ne ha seguito l'esempio intitolando Dark Side of the Spoon un suo disco del 1999. In campo classico, i Vitamin String Quartet, composti da due violini, una viola e un violoncello, hanno realizzato una propria versione di The Dark Side, mentre la London Philharmonic Orchestra ha fatto lo stesso nel disco Us and Them: Symphonic Pink Floyd. Una menzione a parte merita lo spettacolo La face cachée de la lune che sotto la direzione artistica di Thierry Balasse ha messo in scena The Dark Side of the Moon utilizzando tutti gli strumenti e gli oggetti reali utilizzati nella produzione originale dell'album. Un ulteriore tributo è stato fatto nel 1991 dal gruppo reggae Pitura Freska con la canzone Pin Floi, che racconta il discusso concerto di Venezia del 1989.

## Formazione
- Rado Klose – chitarra (1965)
- Syd Barrett – voce, chitarra (1965-1968)
- Roger Waters – voce, basso, chitarra (1965-1985, 2005)
- Nick Mason – batteria e percussioni (1965-1995, 2005, 2013-2014, 2022)
- Richard Wright – voce, tastiera, pianoforte, organo Hammond, organo Farfisa, sintetizzatore, cori (1965-1979, 1987-1995, 2005)
- David Gilmour – voce, chitarra acustica ed elettrica, cori (1968-1995, 2005, 2013-2014, 2022)

## Discografia

### Album in studio
- 1967 – The Piper at the Gates of Dawn
- 1968 – A Saucerful of Secrets
- 1969 – More
- 1969 – Ummagumma (secondo disco)
- 1970 – Atom Heart Mother
- 1971 – Meddle
- 1972 – Obscured by Clouds
- 1973 – The Dark Side of the Moon
- 1975 – Wish You Were Here
- 1977 – Animals
- 1979 – The Wall
- 1983 – The Final Cut
- 1987 – A Momentary Lapse of Reason
- 1994 – The Division Bell
- 2014 – The Endless River

### Album dal vivo
- 1969 – Ummagumma (primo disco)
- 1988 – Delicate Sound of Thunder
- 1995 – Pulse
- 2000 – Is There Anybody Out There? The Wall Live 1980-81
- 2021 – Live at Knebworth 1990
- 2023 – The Dark Side Of The Moon – Live at Wembley Empire Pool, London, 1974
- 2025 – Pink Floyd at Pompeii – MCMLXXII

### Raccolte
- 1970 – The Best of the Pink Floyd
- 1971 – Relics
- 1981 – A Collection of Great Dance Songs
- 1983 – Works
- 1997 – 1967: The First Three Singles
- 2001 – Echoes: The Best of Pink Floyd
- 2011 – A Foot in the Door: The Best of Pink Floyd
- 2016 – Cre/ation - The Early Years 1967-1972
- 2019 – The Later Years

### Cofanetti
- 1973 – A Nice Pair
- 1979 – The First XI
- 1992 – Shine On
- 2007 – Oh, by the Way
- 2011 – Discovery
- 2016 – The Early Years 1965-1972
- 2019 – The Later Years 1987-2019

## Videografia
- 1972 – Pink Floyd: Live at Pompeii
- 1982 – Pink Floyd - The Wall
- 1989 – Delicate Sound of Thunder
- 1992 – La Carrera Panamericana
- 1995 – Pulse
- 2003 – The Pink Floyd and Syd Barrett Story
- 2003 – Classic Albums: Pink Floyd - The Making of The Dark Side of the Moon
- 2012 – The Story of Wish You Were Here

## Filmografia
- 1967 – Tonite Let's All Make Love in London, regia di Peter Whitehead
- 1969 – More - Di più, ancora di più (More), regia di Barbet Schroeder
- 1970 – Zabriskie Point, regia di Michelangelo Antonioni
- 1972 – La Vallée, regia di Barbet Schroeder
- 1972 – Pink Floyd: Live at Pompeii, regia di Adrian Maben
- 1975 – Crystal Voyager, regia di David Elfick
- 1982 – Pink Floyd - The Wall, regia di Alan Parker
- 1992 – La Carrera Panamericana, regia di Ian McArthur

## Tournée
- 1968 – Pink Floyd World Tour 1968
- 1969 – The Man and the Journey Tour
- 1970 – Atom Heart Mother World Tour
- 1971 – Meddle Tour
- 1972/73 – Dark Side of the Moon Tour
- 1974 – French Summer Tour 1974
- 1974 – British Winter Tour 1974
- 1975 – Wish You Were Here Tour
- 1977 – In the Flesh Tour
- 1980/81 – The Wall Tour
- 1987/90 – A Momentary Lapse of Reason Tour
- 1994 – The Division Bell Tour

## Premi e riconoscimenti
I Pink Floyd hanno conseguito svariati premi e riconoscimenti, tra i quali il Polar Music Prize il 26 agosto 2008: alla cerimonia erano presenti Roger Waters e Nick Mason, che hanno ricevuto il riconoscimento per mano del re Carlo XVI Gustavo di Svezia nella Sala dei concerti di Stoccolma. Nel 1996 sono stati inseriti nella Rock and Roll Hall of Fame statunitense e nel 2005 nella UK Music Hall of Fame britannica. Il gruppo si è aggiudicato un Grammy Award e due dei suoi album hanno ottenuto il premio Grammy Hall of Fame, The Dark Side of the Moon nel 1999 e The Wall nel 2008. Quattro lavori dei Pink Floyd sono stati inclusi nella lista dei 500 migliori album secondo Rolling Stone e il gruppo è stato classificato al 51º posto nella lista dei 100 migliori artisti stilata dalla stessa rivista. Il film Pink Floyd - The Wall ha vinto inoltre due premi cinematografici britannici BAFTA. Il brano Eclipse è stato suonato durante la cerimonia di apertura dei Giochi della XXX Olimpiade tenuti a Londra nel 2012, manifestazione nella quale è apparso il Pink Floyd pig nel primo filmato.
Sia David Gilmour sia Nick Mason sono stati nominati Commendatore dell'Ordine dell'Impero Britannico (CBE, Commander of the Order of the British Empire) per i loro contributi nel campo della musica. In occasione dei cinquant'anni di carriera della band, nel 2016 la Royal Mail ha emesso una serie di dieci francobolli dedicati ai migliori album del gruppo e ad alcuni concerti live.

## Dediche scientifiche

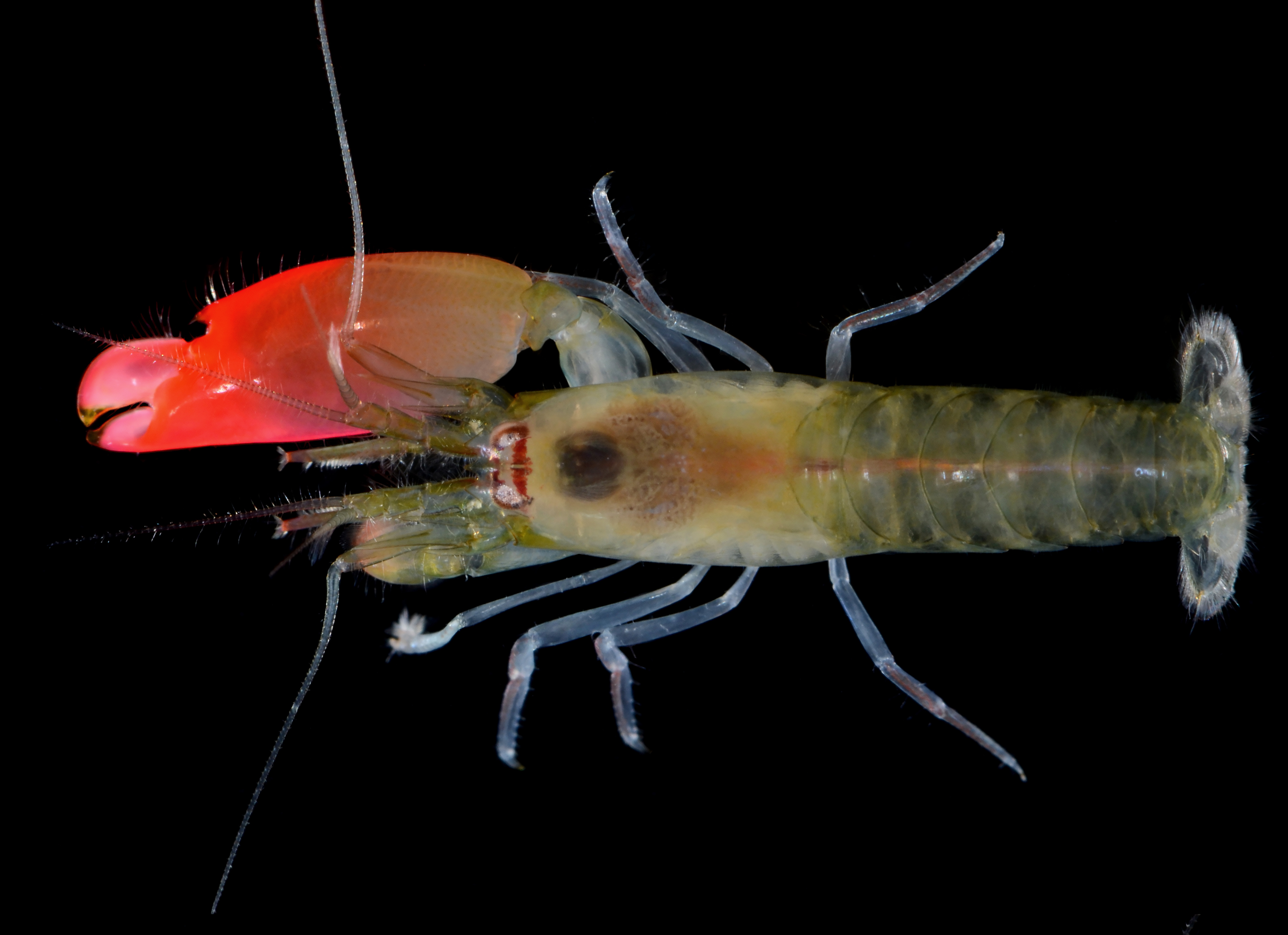
Synalpheus pinkfloydi, crostaceo dedicato al gruppo

### Biologia
Al gruppo venne dedicata una specie di crostaceo, scoperto nelle acque del Golfo di Panama, chiamato in loro onore Synalpheus pinkfloydi. L'animale possiede una grande chela destra rosa (pink in inglese) con la quale è capace di produrre un suono atto a stordire e uccidere le sue prede.

### Astrofisica
Un asteroide, scoperto nel 1997, venne nominato 19367 Pink Floyd. La motivazione di tale dedica fa riferimento alla pubblicazione da parte della band di un certo numero di opere dal titolo avente a che fare con lo spazio (su tutti, vengono citati Interstellar Overdrive, Astronomy Domine e The Dark Side of the Moon).

### Esplicative
1. ↑  Nel conteggio sono considerati una volta sola sia il doppio Ummagumma (che comprende un album dal vivo e uno in studio), sia More e Obscured by Clouds, presenti sia tra gli album in studio sia tra le colonne sonore.
2. ↑  Il titolo, che accenna agli spinelli (come pure alcuni passi del testo che alludono all'uso di droga), viene modificato per volere dei discografici in un più anonimo Candy and a Currant Bun, che diverrà il lato B di Arnold Layne (cfr. Rizzi, p. 29 e Mason, p. 53).
3. ↑  Secondo Mason, p. 77, il disco raggiunse la quinta posizione.
4. ↑  La suite venne eseguita per la prima volta durante il concept show The Massed Gadgets of Auximenes - More Furious Madness from Pink Floyd, tenutosi il 14 aprile 1969 alla Royal Festival Hall, in Rizzi, p. 13.
5. ↑  Gli otto pezzi registrati dai Pink Floyd per Antonioni, noti tra gli appassionati come The Zabriskie Point Lost Album ("l'album perduto di Zabriskie Point"), circolarono sin dal 1972 in diversi bootleg. Quattro di questi brani inediti furono inclusi nella riedizione della colonna sonora nel 1997 (cfr. 1997 – Zabriskie Point. Original Motion Picture Soundtrack, CD (doppio), Rhino Entertainment Company R2 72462).
6. ↑  Il titolo, che coincideva con quello di un album appena edito dai Medicine Head, fu inizialmente modificato in Eclipse, per poi tornare alla versione originaria poco prima della pubblicazione, visto il disinteresse con cui frattanto era stato accolto il lavoro omonimo; cfr. Rizzi, pp. 56-57.
7. 1 2  Il 21 agosto 2009 la radio britannica Planet Rock in seguito a un sondaggio tra gli ascoltatori, stilò una classifica dei 10 album più belli di sempre, in cui The Dark Side of the Moon figurava al primo posto, The Wall al settimo e Wish You Were Here all'ottavo: (EN) The greatest album of all time, su planetrock.com, Planet Rock. URL consultato il 22 novembre 2015 (archiviato dall'url originale il 22 novembre 2015).
8. ↑  Tra le altre, Mason produsse e si esibì in Rock Bottom, di Robert Wyatt dei Soft Machine, nonché in Ruth Is Stranger Than Richard dello stesso Wyatt; Gilmour suonò in HQ di Roy Harper e in Reach For The Sky dei Sutherland Brothers & Quiver, in Rizzi, p. 17.
9. ↑  Il 4 novembre del 1973 il gruppo si esibì al Rainbow Theatre per una raccolta fondi in favore di Wyatt, rimasto paralizzato dopo una caduta da una finestra, e l'anno successivo a un concerto da cui sarebbe stato tratto un bootleg di successo, il British Winter Tour '74; pochi giorni prima furono Gilmour e Wright a partecipare a un concerto dei Sutherland Brothers & Quiver mentre Mason partecipò al concerto che celebrava il ritorno sulla scena di Wyatt al Drury Lane di Londra, in Rizzi, p. 17.
10. ↑  Per evitare spiacevoli contrattempi, il 2 dicembre, oltre alla presenza di fotografi e cameramen, fu anche ingaggiato un cecchino incaricato di "abbattere" il maiale qualora gli ancoraggi non avessero tenuto, ma il rinvio al giorno successivo, dovuto alle avverse condizioni climatiche, e la concomitante assenza del cecchino, vanificarono la precauzione. Un'improvvisa folata di vento spezzò il cavo che ancorava il maiale a Battersea e Algie si librò in volo, invadendo pericolosamente i corridoi aerei. In seguito il pallone, sgonfiatosi, sarebbe stato ritrovato nella zona del Kent senza aver causato danni, in Mason, pp. 200-201.
11. ↑  Nel film I figli degli uomini (2006) di Alfonso Cuarón, vi è una sequenza che si svolge nella centrale elettrica raffigurata nella copertina di Animals, dove il protagonista Clive Owen, affacciandosi a una vetrata, vede il celebre maiale rosa.
12. ↑  Wright suonò in tutte le date del tour, pur non figurando come componente ufficiale del gruppo. Stesso ruolo ricoprì anche in A Momentary Lapse of Reason, rientrando ufficialmente nella band solo con The Division Bell.
13. ↑  La "surrogate band" era un gruppo musicale fittizio composto da quattro persone, ognuna con una maschera rappresentante un rispettivo elemento del gruppo, che durante il primo brano del concerto venivano scambiate dal pubblico per i musicisti veri, i quali comparivano sul palco accompagnati dagli effetti speciali, in Mason, p. 225.
14. ↑  Mason era anche un provetto pilota, avendo preso parte a cinque edizioni della 24 Ore di Le Mans e a varie gare con auto d'epoca, in Mason, Introduzione.

### Bibliografiche
1. 1 2 3 4 5 6 7 8 9  (EN) Pink Floyd, su AllMusic, All Media Network.
2. ↑   Michele Chiusi, Progressive Rock, su Ondarock. URL consultato il 18 marzo 2021 (archiviato il 16 novembre 2021).
3. 1 2  Ray, pp. 105-106.
4. 1 2 3   Piero Scaruffi, Pink Floyd, su scaruffi.com. URL consultato il 18 marzo 2021 (archiviato il 10 novembre 2021).
5. ↑  di Perna, Alan (2002). "Mysterious Ways". In Kitts, Jeff; Tolinski, Brad (eds.). Guitar World Presents: Pink Floyd. Hal Leonard. p. 29. ISBN 978-0-7546-6708-7.
6. 1 2   Carlos Pasceri, Pink Floyd 1967-1972: Gli anni sperimentali, Carlo Pasceri, gennaio 1987. URL consultato il 15 dicembre 2016 (archiviato dall'url originale il 20 dicembre 2016).
7. ↑   La storia del concerto impossibile dei Pink Floyd al Live 8 | Rolling Stone Italia, su rollingstone.it, 2 luglio 2020. URL consultato il 20 luglio 2024 (archiviato l'8 dicembre 2021).
8. 1 2  Mason, pp. 93-98.
9. ↑  Povey, Russell, p. 8.
10. 1 2 3 4 5 6 7   Filippo Neri, Pink Floyd, su Ondarock. URL consultato il 30 giugno 2020 (archiviato il 13 novembre 2021).
11. ↑   PINK FLOYD, IL NUOVO RECORD MONDIALE RAGGIUNTO DA THE DARK SIDE OF THE MOON, su r3m.it. URL consultato il 1º dicembre 2023 (archiviato l'11 dicembre 2023).
12. ↑  Schaffner 1993, p. 243.
13. ↑  Schaffner 1993, pp. 271, 296-301.
14. 1 2  Jones, p. 230.
15. 1 2   Gino Castaldo, Il requiem di David Gilmour "I Pink Floyd? Sono finiti", in La Repubblica, 3 febbraio 2006. URL consultato il 13 settembre 2009 (archiviato il 22 maggio 2011).
16. ↑   Ai Pink Floyd il Polar Prize, su archivio.newsic.it, 27 agosto 2008. URL consultato il 3 ottobre 2024.
17. ↑   Ai Metallica assegnato il Polar Prize, "premio Nobel della musica", su tgcom24.mediaset.it, 15 febbraio 2018. URL consultato il 3 ottobre 2024 (archiviato il 7 ottobre 2024).
«nelle passate edizioni è stato conferito ad artisti come Sting, Ennio Morricone, Pink Floyd, Led Zeppelin, Bob Dylan e Paul McCartney.»
18. 1 2  (EN) Adam Fresco, Pink Floyd founder Syd Barrett dies at home, in The Times, Times Newspapers Limited, 11 luglio 2006. URL consultato il 19 novembre 2021 (archiviato l'11 novembre 2017).
19. ↑  (EN) Floyd 'true to Barrett's legacy', BBC, 11 luglio 2006. URL consultato il 15 novembre 2008 (archiviato dall'url originale il 20 dicembre 2010).
20. 1 2  (EN) Pink Floyd – Gold & Platinum, su Recording Industry Association of America. URL consultato il 15 novembre 2008.
21. ↑  Schaffner 1993, p. 21.
22. ↑  (EN) Art and Design Liverpool School of Arts, su Liverpool John Moores University. URL consultato l'11 novembre 2021 (archiviato il 20 giugno 2021).
23. ↑  (EN) Dave Thompson, Cream. How Eric Clapton Took the World by Storm, Londra, Virgin Books, 2006,  p. 31, ISBN 978-0-7535-1132-9.
24. ↑  (EN) Mark Wilkerson, Who Are You: The Life Of Pete Townshend, Londra, Omnibus Press, 2009,  Chapter One, ISBN 978-0-85712-008-3.
25. ↑  (EN) Matt Richards e Mark Langthorne, Somebody to Love. The Life, Death and Legacy of Freddie Mercury, New York, Simon and Schuster, 2016,  p. 151, ISBN 978-1-68188-188-1.
26. ↑  Mason, p. 8.
27. ↑  Schaffner 1993, p. 29.
28. ↑  Schaffner 1993, p. 34.
29. ↑  Schaffner 1993, p. 37.
30. ↑  Watkinson e Anderson, p. 23.
31. ↑  Watkinson e Anderson, p. 26.
32. ↑  Schaffner 1993, pp. 38-39.
33. ↑  Schaffner 1993, p. 39.
34. ↑  Mason, p. 16.
35. ↑  Mason, pp. 21-22.
36. ↑  (EN) Becky Evans, 'I missed out on superstardom with Pink Floyd but I've no regrets', in Daily Mail, 3 dicembre 2012. URL consultato l'11 novembre 2021 (archiviato il 9 novembre 2021).
37. ↑  Mason, pp. 26-27.
38. ↑  Povey, pp. 18-19, 29, 48.
39. ↑  Mason, pp. 23-26.
40. 1 2  Rizzi, p. 9.
41. ↑  Mason, pp. 35-37.
42. ↑  Agostinis, cap. Londra è pop.
43. ↑  Schaffner 1993, pp. 20-21.
44. ↑  (EN) Piri Halasz, Great Britain: You Can Walk Across It On the Grass, in Time, 15 aprile 1966. URL consultato il 19 novembre 2021 (archiviato il 17 febbraio 2020).
45. ↑  Rizzi, p. 28.
46. ↑  Schaffner 1993, pp. 50-51.
47. ↑  Mason, p. 54.
48. 1 2 3 4  (EN) Pink Floyd - Timeline 1967, su pinkfloyd.com. URL consultato l'8 luglio 2020 (archiviato il 28 giugno 2020).
49. ↑  Rizzi, p. 11.
50. 1 2  Mason, pp. 72-74.
51. ↑  Mason, p. 76.
52. 1 2  (EN) Steve Huey, The Piper at the Gates of Dawn, su AllMusic, All Media Network. URL consultato il 22 maggio 2020.
53. ↑   A Saucerful of Secrets, su rollingstone.com, 26 ottobre 1968. URL consultato il 22 maggio 2020 (archiviato il 9 agosto 2020).
54. ↑  Rizzi, p. 31.
55. ↑  Povey, Russell, p. 26.
56. 1 2 3  Rizzi, p. 12.
57. ↑  (EN) Tim Willis, You shone like the sun, 6 ottobre 2002. URL consultato il 23 maggio 2020 (archiviato il 31 agosto 2014).
58. ↑  Mason, pp. 85-90.
59. ↑  Mason, pp. 85-86, 92-93.
60. ↑  Povey, Russell, p. 44.
61. ↑  Mason, p. 99.
62. ↑  Mason, p. 100.
63. ↑  Mason, p. 101.
64. ↑  Rizzi, p. 34.
65. ↑  Mason, pp. 102-103.
66. 1 2 3  (EN) Pink Floyd - Timeline 1968, su pinkfloyd.com. URL consultato l'8 luglio 2020 (archiviato il 12 luglio 2020).
67. ↑  Mason, pp. 104, 107, 118.
68. ↑  Rizza, pp. 200-209.
69. ↑   1968, la prima volta dei Pink Floyd in Italia, su spettakolo.it. URL consultato il 25 maggio 2020 (archiviato il 10 novembre 2021).
70. ↑  Mason, p. 105.
71. ↑  Povey, Russell, p. 47.
72. 1 2  Rizzi, p. 36.
73. ↑  Mason, pp. 110-111.
74. ↑   Pink Floyd, su scaruffi.com. URL consultato il 31 maggio 2020 (archiviato il 26 giugno 2020).
75. ↑  Rizzi, p. 37.
76. ↑  Mason, pp. 114-117.
77. ↑  Rizzi, pp. 38-39.
78. 1 2 3  Mason, p. 119.
79. ↑  Rizzi, p. 40.
80. ↑  Povey, Russell, p. 51.
81. 1 2 3  (EN) Pink Floyd - Timeline 1969, su pinkfloyd.com. URL consultato l'8 luglio 2020 (archiviato il 13 luglio 2020).
82. ↑  (EN) Billboard 200 - Week of 29/9/1973, su billboard.com. URL consultato il 1º giugno 2020.
83. ↑  Rizzi, p. 43.
84. ↑  Lunatics, pp. 113-115.
85. ↑  Povey, Russell, p. 52.
86. ↑  Mason, p. 121.
87. ↑   Ummagumma, su ondarock.it. URL consultato il 4 giugno 2020 (archiviato il 16 luglio 2020).
88. ↑  (EN) Pink Floyd - Ummagumma – Gold & Platinum, su Recording Industry Association of America. URL consultato il 4 giugno 2020.
89. ↑  Lunatics, pp. 129-135.
90. ↑  Povey, Russell, p. 68.
91. ↑   Pink Floyd: la vera storia dei brani per Zabriskie Point, in Panorama, 25 ottobre 2012. URL consultato il 19 novembre 2021 (archiviato il 15 ottobre 2021).
92. 1 2 3  (EN) Pink Floyd - Timeline 1970, su pinkfloyd.com. URL consultato il 9 luglio 2020 (archiviato il 22 luglio 2020).
93. 1 2  Rizzi, p. 46.
94. ↑  Rizzi, p. 47.
95. 1 2  Povey, Russell, p. 70.
96. ↑  Rizzi, p. 48.
97. ↑   Atom Heart Mother, su rollingstone.com. URL consultato il 5 giugno 2020 (archiviato l'11 ottobre 2020).
98. ↑  (EN) Stephen Thomas Erlewine, Atom Heart Mother, su AllMusic, All Media Network. URL consultato il 5 giugno 2020.
99. ↑  Mason, p. 133.
100. 1 2 3  (EN) Pink Floyd - Timeline 1971, su pinkfloyd.com. URL consultato il 9 luglio 2020 (archiviato il 9 agosto 2020).
101. ↑  Schaffner 1993, p. 177.
102. 1 2 3 4  Povey, Russell, p. 74.
103. ↑  (EN) BBC... Later with Jools Holland, su pink-floyd.org, 16 aprile 2006 (archiviato dall'url originale il 29 dicembre 2008).
104. ↑   Meddle, su rollingstone.com, 6 gennaio 1972. URL consultato il 16 giugno 2020 (archiviato il 16 giugno 2020).
105. ↑  Lunatics, p. 164.
106. ↑  Rizzi, p. 50.
107. ↑  Mason, p. 135.
108. ↑   Gianni Del Vecchio, Stanley Kubrick e Roger Waters, storia di screzi e incomprensioni di due geni burberi ed egotici. Uniti a loro insaputa da 2001: Odissea nello Spazio, 31 marzo 2018. URL consultato il 19 giugno 2020 (archiviato il 9 novembre 2020).
109. ↑  Povey, Russell, p. 93.
110. 1 2  (EN) Pink Floyd - Timeline 1972, su pinkfloyd.com. URL consultato il 9 luglio 2020 (archiviato il 9 agosto 2020).
111. ↑  Lunatics, pp. 167-168.
112. ↑  Rizzi, p. 54.
113. 1 2  Rizzi, p. 56.
114. ↑  Mason, p. 149.
115. 1 2  Povey, Russell, p. 98.
116. ↑  Schaffner 1993, p. 163.
117. ↑  (EN) Pink Floyd, su AllMusic, All Media Network. URL consultato il 16 settembre 2009.
118. ↑  (EN) Pink Floyd - Timeline 1973, su pinkfloyd.com. URL consultato il 18 aprile 2021 (archiviato il 19 aprile 2021).
119. ↑  Schaffner 1993, pp. 192-195.
120. ↑  (EN) BRIT Certified, su bpi.co.uk, British Phonographic Industry. URL consultato il 21 maggio 2020 (archiviato il 25 ottobre 2017). Digitare "Pink Floyd" in "Search BPI Awards" e premere Invio.
121. ↑  (EN) Dan Epstein, The Dark Side of the Moon: 10 cose che non sapevate sul classico dei Pink Floyd, su rollingstone.it, 1º marzo 2018. URL consultato il 18 aprile 2021 (archiviato il 20 aprile 2021).
122. ↑   Billboard 200, Pink Floyd, su billboard.com. URL consultato il 20 aprile 2020 (archiviato dall'url originale il 27 luglio 2021).
123. ↑  (EN) The Dark Side of the Moon, su officialcharts.com. URL consultato il 18 aprile 2021 (archiviato il 26 luglio 2017).
124. ↑  Mason, pp. 173-174.
125. ↑  Mason, p. 183.
126. ↑  Mason, pp. 176-178, 183-184, 187-190.
127. ↑  Mason, p. 176.
128. ↑  (EN) Pink Floyd - Timeline 1974, su pinkfloyd.com. URL consultato il 10 luglio 2020 (archiviato il 9 agosto 2020).
129. ↑  Mason, p. 181.
130. ↑  Povey, Russell, p. 120.
131. ↑  Mason, p. 186.
132. ↑  Rizzi, p. 63.
133. ↑  (EN) Pink Floyd - Timeline 1975, su pinkfloyd.com. URL consultato il 10 luglio 2020 (archiviato il 9 agosto 2020).
134. ↑  Rizzi, p. 62.
135. ↑  Palacios, pp. 407-408.
136. ↑  Povey, Russell, p. 132.
137. 1 2  Povey, Russell, p. 133.
138. ↑  Mason, p. 193.
139. ↑  Rizzi, p. 64.
140. 1 2   Un disco da (ri)scoprire subito: Animals dei Pink Floyd, su andreascanzi.it, 6 febbraio 2016. URL consultato l'11 luglio 2020 (archiviato il 12 luglio 2020).
141. ↑  Lunatics, pp. 213-214.
142. ↑  Mason, p. 200.
143. ↑  Rizzi, p. 66.
144. 1 2 3  (EN) Pink Floyd - Timeline 1977, su pinkfloyd.com. URL consultato l'11 luglio 2020 (archiviato il 9 agosto 2020).
145. 1 2  Mason, p. 202.
146. ↑  Mason, p. 197.
147. ↑  Schaffner 1993, p. 228.
148. ↑  Mason, pp. 201-202.
149. ↑  Mason, p. 205.
150. ↑  Schaffner 1993, p. 230.
151. ↑   Animals, su rollingstone.com, 24 marzo 1977. URL consultato il 20 luglio 2020 (archiviato il 31 agosto 2020).
152. ↑  Mason, pp. 216-217.
153. ↑  Lunatics, pp. 224-225.
154. ↑  Schaffner 1993, pp. 231-234.
155. ↑  Mason, pp. 216-220.
156. ↑  Mason, p. 221.
157. 1 2  (EN) The Wall, su allmusic.com. URL consultato il 19 luglio 2020 (archiviato il 5 aprile 2021).
158. 1 2 3 4  Rizzi, p. 69.
159. ↑   Il suono del classico: The Wall, su tuttomondonews.it. URL consultato il 19 aprile 2021 (archiviato il 4 dicembre 2020).
160. ↑  Rizzi, p. 68.
161. 1 2  (EN) Pink Floyd - Timeline 1979, su pinkfloyd.com. URL consultato il 20 luglio 2020 (archiviato il 28 ottobre 2020).
162. ↑  (EN) The Wall, su rollingstone.com, 7 febbraio 1980. URL consultato il 18 luglio 2020 (archiviato l'8 agosto 2020).
163. ↑   Erica Manna, Il ritorno del Muro, 19 giugno 2019. URL consultato il 21 luglio 2020 (archiviato il 21 luglio 2020).
164. ↑  (EN) 500 Greatest Albums of All Time: Pink Floyd, 'The Wall', su rollingstone.com. URL consultato il 15 aprile 2021 (archiviato il 15 aprile 2021).
165. ↑  (EN) Pink Floyd - Timeline 1982, su pinkfloyd.com. URL consultato il 21 luglio 2020 (archiviato il 9 agosto 2020).
166. ↑  (EN) The Numbers, su the-numbers.com. URL consultato il 1º ottobre 2009 (archiviato dall'url originale il 9 luglio 2015).
167. 1 2  Rizzi, p. 70.
168. 1 2  Rizzi, p. 72.
169. ↑  Rizzi, pp. 71-72.
170. ↑  Rizzi, pp. 69-70.
171. ↑  (EN) Pink Floyd - Timeline 1981, su pinkfloyd.com. URL consultato il 21 novembre 2021 (archiviato il 10 novembre 2021).
172. ↑  Mason, pp. 237-238.
173. ↑   Un disco da maneggiare con cautela: The Final Cut dei Pink Floyd (anzi, di Roger Waters), su andreascanzi.it, 27 febbraio 2016. URL consultato il 27 luglio 2020 (archiviato il 31 luglio 2020).
174. 1 2 3  (EN) Pink Floyd - Timeline 1983, su pinkfloyd.com. URL consultato il 12 novembre 2021 (archiviato il 10 novembre 2021).
175. ↑  Mason, pp. 239-240, 245.
176. ↑  (EN) The Final Cut, su rollingstone.com. URL consultato il 28 luglio 2020 (archiviato il 14 giugno 2020).
177. ↑  (EN) Works, su AllMusic, All Media Network. URL consultato il 7 settembre 2016.
178. ↑   Pink Floyd: Nick Mason ricorda l'addio di Roger Waters, su virginradio.it. URL consultato l'8 luglio 2015 (archiviato dall'url originale il 10 luglio 2015).
179. ↑   Così è nato "The Wall", il disco-capolavoro dei Pink Floyd, su agi.it. URL consultato il 20 aprile 2021 (archiviato il 4 agosto 2020).
180. ↑  Mason, p. 255.
181. 1 2  Rizzi, p. 75.
182. ↑  Mason, p. 249.
183. ↑  Mason, p. 253.
184. ↑  Povey, Russell, p. 162.
185. 1 2   Glenn Povey e Ian Russel, Pink Floyd - Un sogno in technicolor, Giunti,  pp. 162-163.
186. ↑  (EN) Pink Floyd - Timeline 1987, su pinkfloyd.com. URL consultato il 2 febbraio 2021 (archiviato il 17 settembre 2020).
187. ↑  Schaffner 1993, pp. 296-297.
188. ↑  Mason, pp. 256-257, 261.
189. ↑  Lunatics, pp. 282-283.
190. ↑  Jones, pp. 223-225.
191. ↑  Lunatics, pp. 283, 286.
192. ↑  Lunatics, p. 285.
193. ↑  Lunatics, p. 288.
194. ↑  Lunatics, p. 290.
195. ↑  Lunatics, p. 287.
196. 1 2   Federico Ballanti, A Momentary Lapse of Reason, 11 marzo 2013. URL consultato il 3 febbraio 2021 (archiviato il 7 dicembre 2019).
197. ↑  Mason, pp. 264-266.
198. ↑  Mason, p. 263.
199. ↑  Mason, p. 167.
200. ↑  Povey, Russell, p. 165.
201. ↑   Mainstream Rock Airplay, Pink Floyd, su billboard.com. URL consultato il 21 aprile 2021 (archiviato dall'url originale il 21 aprile 2021).
202. ↑  Rizzi, p. 77.
203. ↑  Mason, p. 283.
204. ↑  Rizzi, p. 80.
205. ↑  Rizzi, p. 81.
206. 1 2 3 4  Rizzi, p. 82.
207. ↑  (EN) Pink Floyd - Timeline 1994, su pinkfloyd.com. URL consultato il 21 febbraio 2021 (archiviato l'11 maggio 2021).
208. ↑   The Division Bell, 20 marzo 2013. URL consultato il 23 aprile 2021 (archiviato il 24 aprile 2021).
209. ↑   “The Division Bell”: l’ultimo capolavoro dei Pink Floyd, su spettakolo.it. URL consultato il 23 aprile 2021 (archiviato il 23 aprile 2021).
210. ↑  (EN) 1994 Grammy winners, su grammy.com. URL consultato il 21 febbraio 2021 (archiviato il 14 febbraio 2021).
211. ↑  Mason, p. 289.
212. ↑  Povey, Russell, p. 181.
213. ↑  Povey, Russell, p. 177.
214. ↑  (EN) Pink Floyd - Timeline 2000, su pinkfloyd.com. URL consultato il 21 febbraio 2021 (archiviato il 14 aprile 2021).
215. ↑  Rizzi, p. 85.
216. ↑   La storia del concerto impossibile dei Pink Floyd al Live 8, su rollingstone.it. URL consultato il 5 maggio 2021 (archiviato l'8 maggio 2021).
217. ↑  (EN) Pink Floyd Reunited With Roger Waters 10 Years Ago This Week, su rollingstone.com. URL consultato il 27 febbraio 2021 (archiviato il 9 marzo 2021).
218. ↑  Gatti, Girolami, cap. "Dopo il Live 8".
219. 1 2   Marco Molendini, Pink Floyd: addio reunion, ma per Rick Wright c'è il disco postumo con David Gilmour. Nick Mason parla dell'amico scomparso, in Il Messaggero, 17 settembre 2008. URL consultato il 15 maggio 2025 (archiviato dall'url originale l'8 settembre 2009).
220. 1 2  Mason, p. 315.
221. ↑  (EN) Pink Floyd: esce in vinile l'ultima esecuzione live di ‘Arnold Layne', su rockol.it, 4 marzo 2020. URL consultato il 2 marzo 2021 (archiviato il 22 aprile 2021).
222. ↑  (EN) Ian Youngs, Floyd play at Barrett tribute gig, su BBC, 11 maggio 2007. URL consultato il 2 marzo 2021 (archiviato il 13 febbraio 2021).
223. ↑  (EN) Addio a Wright, il messaggio di David Gilmour, su ilsussidiario.net. URL consultato il 14 novembre 2021 (archiviato il 13 novembre 2021).
224. ↑  (EN) Ian Youngs, Gilmour plays Pink Floyd tribute, 24 settembre 2008. URL consultato il 1º marzo 2021 (archiviato il 16 aprile 2021).
225. ↑  Mason, pp. 317-318.
226. ↑  Mason, p. 318.
227. ↑  (EN) Polly Samson, The Endless River annuncio, su twitter.com, Twitter. URL consultato il 19 aprile 2015 (archiviato dall'url originale il 26 aprile 2015).
228. ↑  (EN) Stephen Thomas Erlewine, The Endless River, su AllMusic, All Media Network. URL consultato il 6 marzo 2021.
229. ↑  (EN) Pink Floyd - Timeline 2014, su pinkfloyd.com. URL consultato il 6 marzo 2021 (archiviato il 10 novembre 2021).
230. ↑  (EN) Pink Floyd album becomes most pre-ordered on Amazon, su cnbc.com. URL consultato il 6 marzo 2021 (archiviato l'8 marzo 2021).
231. ↑  (EN) Pink Floyd score first Number 1 album in nearly 20 years!, su officialcharts.com. URL consultato il 6 marzo 2021 (archiviato il 9 marzo 2021).
232. ↑  (EN) Pink Floyd say touring in support of The Endless River is "impossible", su hmv.com. URL consultato il 24 aprile 2021 (archiviato il 24 aprile 2021).
233. ↑  (EN) Pink Floyd are 'done', says Dave Gilmour, 14 agosto 2015. URL consultato il 7 marzo 2021 (archiviato il 18 ottobre 2016).
234. ↑  (EN) Pink Floyd - Timeline 2015, su pinkfloyd.com. URL consultato il 7 marzo 2021 (archiviato il 10 novembre 2021).
235. ↑   Daniel Kreps, I Pink Floyd hanno pubblicato un Ep di tracce rare del 1965, su rollingstone.it, 3 dicembre 2015. URL consultato il 7 marzo 2021.
236. ↑  (EN) Pink Floyd - Timeline 2016, su pinkfloyd.com. URL consultato il 13 marzo 2021 (archiviato il 10 novembre 2021).
237. ↑  (EN) Pink Floyd - Timeline 2019, su pinkfloyd.com. URL consultato il 13 marzo 2021 (archiviato il 10 novembre 2021).
238. ↑   Pink Floyd Tutto quello che c'è da sapere sulle nuove versioni di “Delicate Sound Of Thunder”, su rockol.it, 2 dicembre 2020. URL consultato il 15 dicembre 2021 (archiviato il 15 dicembre 2021).
239. ↑   Pink Floyd, ‘Live at Knebworth 1990’ uscirà su CD e doppio vinile, su rollingstone.it, 10 marzo 2021. URL consultato il 15 dicembre 2021 (archiviato il 15 dicembre 2021).
240. ↑   Pink Floyd - Animals 2018 Remix (2022 Battersea Projection). URL consultato il 5 ottobre 2022 (archiviato il 5 ottobre 2022).
241. ↑   The Dark Side Of The Moon è ancora un prisma pieno di colori, su wired.it. URL consultato l'8 agosto 2024 (archiviato l'8 agosto 2024).
242. ↑   Sky TG24, Pink Floyd At Pompeii esce nei cinema in versione restaurata, su tg24.sky.it, 27 febbraio 2025. URL consultato il 3 aprile 2025.
243. ↑   Nexo Digital - Pink Floyd at Pompeii – MCMLXXII, su nexostudios.it. URL consultato il 3 aprile 2025.
244. ↑  (EN) Artist biography, su allmusic.com. URL consultato il 2 aprile 2021 (archiviato il 21 marzo 2021)..
245. ↑  (EN) Randall Roberts, Pink Floyd offers release date, cover art for album ‘The Endless River’, 22 settembre 2014. URL consultato il 19 marzo 2021 (archiviato il 22 settembre 2014).
246. ↑   Valerio D'Onofrio, Roger Waters. In nome del padre, su ondarock.it. URL consultato il 5 aprile 2021 (archiviato il 7 maggio 2021).
247. ↑  Povey, Russell, p. 155.
248. ↑   Praga, concerto dei Pink Floyd per 110 mila, 8 settembre 1994. URL consultato il 12 febbraio 2009 (archiviato dall'url originale il 2 febbraio 2009).
249. ↑  (EN) Will Bryer, School of rock: Why Pink Floyd were not prog, su theguardian.com, 8 ottobre 2008. URL consultato il 6 novembre 2017 (archiviato dall'url originale il 7 novembre 2017).
250. ↑  (EN) Progressive Rock Reconsidered, Routledge, 2013,  pp. Introduzione.
251. ↑  Povey, Russell, p. 21.
252. ↑   Syd Barrett, su ondarock.it. URL consultato il 26 aprile 2021 (archiviato il 26 aprile 2021).
253. ↑  Schaffner 1992, pp. 46-47.
254. ↑  Mason, p. 243.
255. ↑   Bigger and bigger, su books.google.it. URL consultato il 15 novembre 2021 (archiviato il 15 novembre 2021).
256. ↑  Mason, p. 9.
257. ↑  Mason, pp. 164-165.
258. 1 2   Pink Floyd: The Wall, su ondarock.it. URL consultato il 1º maggio 2021 (archiviato il 26 aprile 2021).
259. ↑  Povey, Russell, p. 150.
260. ↑   Rockaction - Pink Floyd - Pulse, su rockaction.it. URL consultato il 22 marzo 2009 (archiviato dall'url originale l'8 agosto 2014).
261. ↑   Da più di cinquant'anni l'invenzione di Ted Maiman ci accompagna in molti campi, 6 marzo 2016. URL consultato il 2 maggio 2021 (archiviato il 2 maggio 2021).
262. ↑   Pink Floyd: la band mette online i concerti migliori, su spettacolo.periodicodaily.com. URL consultato il 1º maggio 2021 (archiviato il 28 ottobre 2020).
263. 1 2 3 4 5  (EN) Pink Floyd related, su allmusic.com. URL consultato il 18 novembre 2021 (archiviato il 18 novembre 2021).
264. ↑  Leyshon, p. 46.
265. ↑  (EN) Rupert Till, Ambient music, su Bloomsbury Handbook of Religion and Popular Music, researchgate.net, 2017,  pp. 327-337. URL consultato l'8 aprile 2021 (archiviato il 23 dicembre 2020).
266. ↑   Rock Line - Ayreon, su rockline.it. URL consultato il 16 settembre 2009 (archiviato dall'url originale il 26 giugno 2009).
267. ↑   Scaruffi - Dream Theater, su scaruffi.com. URL consultato il 16 settembre 2009 (archiviato dall'url originale il 21 giugno 2009).
268. 1 2  (EN) Pink Floyd’s Another Brick in the Wall: Why It Matters Even Today, su standupcafe.com.au. URL consultato il 12 aprile 2021 (archiviato il 18 maggio 2021).
269. ↑  (EN) Alan Di Perna, Trent Reznor meets Roger Waters, su theninhotline.net, 11 marzo 2000. URL consultato il 15 novembre 2008 (archiviato dall'url originale il 26 gennaio 2009).
270. ↑  (EN) The Orb - The Orb's Adventures Beyond The Ultraworld, su fluffhouse.org.uk. URL consultato il 9 aprile 2021 (archiviato dall'url originale il 24 aprile 2008).
271. ↑  (EN) Rush, su AllMusic, All Media Network. URL consultato il 6 aprile 2021.
272. ↑  (EN) Trent Reznor meets Roger Waters, su theninhotline.net. URL consultato il 9 aprile 2021 (archiviato dall'url originale il 26 gennaio 2009).
273. ↑  (EN) Pink Floyd | Similar Artists, Influenced By, Followers, su AllMusic, All Media Network.
274. ↑  (EN) Neo-Prog, su allmusic.com. URL consultato il 9 aprile 2021 (archiviato il 4 settembre 2015).
275. ↑   Cover & Tributi, su floydiani.it. URL consultato il 14 aprile 2021 (archiviato il 15 aprile 2021).
276. ↑   Prog Archives - The Dark Side of the Moon, su progarchives.com. URL consultato il 16 settembre 2009 (archiviato dall'url originale l'8 novembre 2011).
277. ↑  (EN) Brain Damage - Pink Floyd news resource, su brain-damage.co.uk. URL consultato il 16 settembre 2009 (archiviato dall'url originale il 15 gennaio 2009).
278. ↑  (EN) Amazon - Us and Them: Symphonic Pink Floyd, su amazon.com. URL consultato il 16 settembre 2009 (archiviato dall'url originale il 22 agosto 2009).
279. ↑   LA FACE CACHÉE DE LA LUNE, su inouie94.free.fr. URL consultato il 9 febbraio 2014 (archiviato dall'url originale il 15 settembre 2012).
280. ↑   Oliver Skardy, Io che i Pink Floyd non li vidi mai, 7 gennaio 2018. URL consultato il 22 aprile 2021 (archiviato il 22 aprile 2021).
281. ↑  (EN) Pink Floyd. Laureate of the Polar Music Prize 2008, su Polar Musica Prize. URL consultato il 23 settembre 2022 (archiviato il 30 giugno 2022).
282. ↑  (EN) Pink Floyd: inducted in 1996, su The Rock and Roll Hall of Fame. URL consultato il 23 settembre 2022 (archiviato il 2 settembre 2022).
283. ↑  (EN) UK Music Hall of Fame. 2005 Inductees, in BBC Radio 2, 16 novembre 2005. URL consultato il 22 dicembre 2022 (archiviato il 18 giugno 2022)..
284. ↑  (EN) Pink Floyd, su Grammy Awards, Recording Academy, 23 novembre 2020. URL consultato il 12 dicembre 2021 (archiviato il 26 giugno 2022).
285. ↑  (EN) Grammy Hall of Fame, su grammy.com. URL consultato il 23 dicembre 2022 (archiviato il 19 dicembre 2022).
286. ↑  (EN) 500 Greatest Albums of All Time, su Rolling Stone, 22 settembre 2020. URL consultato il 23 dicembre 2022 (archiviato il 19 dicembre 2022).
287. ↑  (EN) 100 Greatest Artists, su Rolling Stone, 3 dicembre 2010. URL consultato il 23 dicembre 2022 (archiviato il 12 maggio 2022).
288. ↑  (EN) Film. Original Song Written for a Film in 1983, su BAFTA. URL consultato il 21 dicembre 2022 (archiviato il 28 settembre 2022).
289. ↑  (EN) Film. Sound in 1983, su BAFTA. URL consultato il 10 gennaio 2022 (archiviato il 2 ottobre 2022).
290. ↑   Claudio Pezzella, La storia di quel brano che suonò ai giochi olimpici di Londra, su REM, 21 novembre 2020. URL consultato il 23 dicembre 2022 (archiviato il 4 dicembre 2020).
291. ↑  (EN) Order of the British Empire, in The London Gazette, supplemento n. 1, n. 56963, 14 luglio 2003,  p. B8. URL consultato il 23 settembre 2022.
292. ↑  (EN) Order of the British Empire, in The London Gazette, supplemento n. 1, n. 62507, 28 dicembre 2018,  p. N9. URL consultato il 23 settembre 2022.
293. ↑   Nino Gatti, Dieci francobolli sul rock psichedelico dei Pink Floyd, su Musicalnews, 1º agosto 2016. URL consultato il 16 marzo 2021 (archiviato il 17 gennaio 2022).
294. ↑  (EN) Arthur Anker, Kristin M. Hultgren, Sammy De Grave, Synalpheus pinkfloydi sp. nov., a new pistol shrimp from the tropical eastern Pacific (Decapoda: Alpheidae), su biotaxa.org. URL consultato l'8 luglio 2019 (archiviato l'8 luglio 2019).
295. ↑   IAU-MPC Minor Planet Circ. 49281, su minorplanetcenter.net (archiviato dall'url originale il 13 settembre 2017).

### Persone
- Jon Carin
- Ron Geesin
- Bob Geldof
- Steve O'Rourke
- Dick Parry
- Alan Parsons
- Polly Samson
- Gerald Scarfe
- Storm Thorgerson
- Clare Torry

### Altro
- Bootleg dei Pink Floyd
- Brani musicali inediti dei Pink Floyd
- Light show
- Tour dei Pink Floyd